# Monuments et lieux touristiques de Bordeaux
Cet article dresse les principaux monuments et lieux touristiques de Bordeaux, commune française du département de la Gironde.

## Monuments et lieux touristiques

### Patrimoine ancien

#### Palais Gallien, dernier vestige de l'époque gallo-romaine

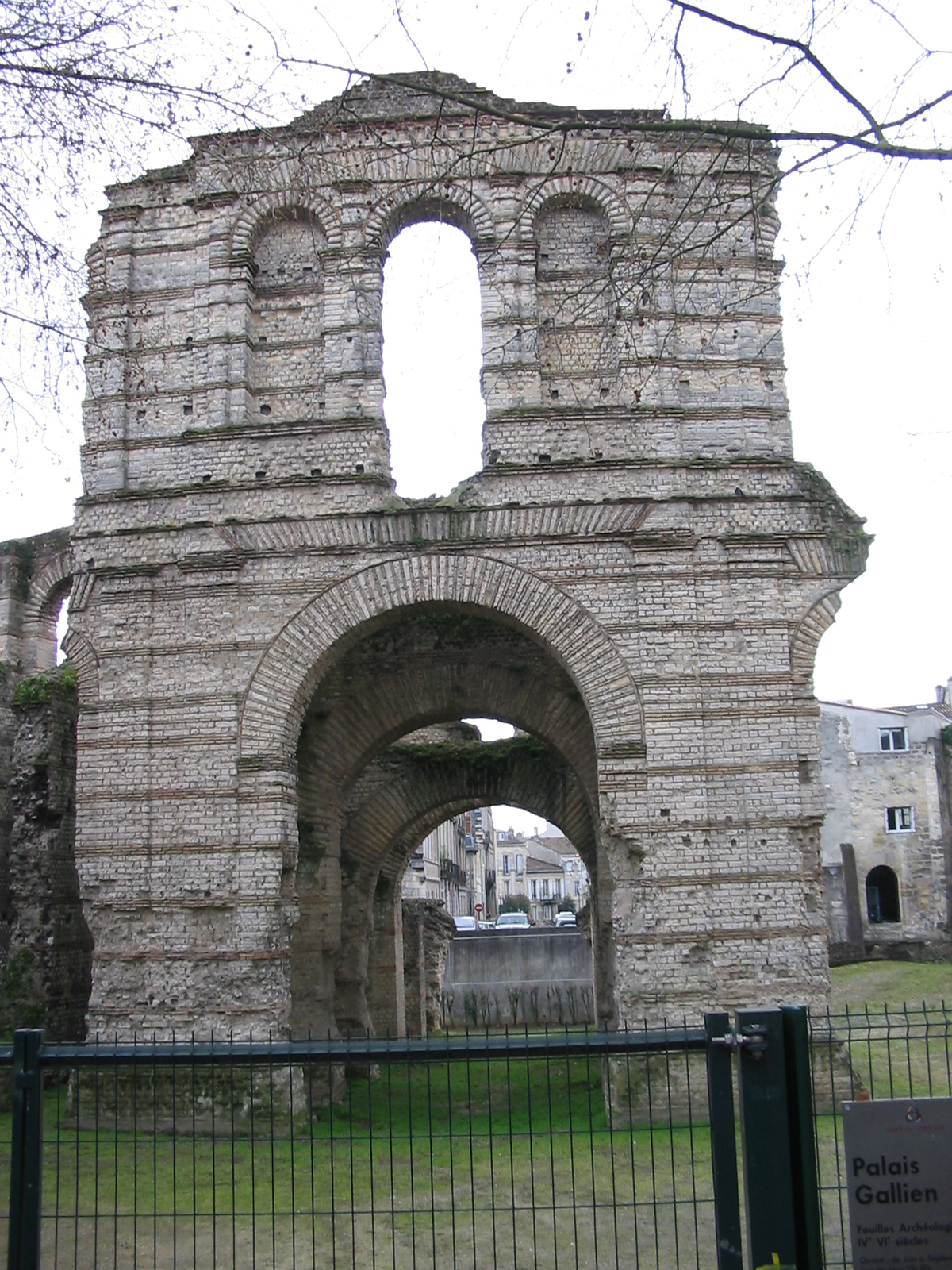
Palais Gallien.

L'Amphithéâtre dit Palais Gallien doit son nom à l’empereur Gallien, qui régna de 253 à 268.
Cet édifice est cependant sans doute antérieur. La ville gallo-romaine de Burdigala, capitale de la province d’Aquitaine, a connu sa première période de prospérité au milieu du IIe siècle de notre ère. L’amphithéâtre, construit en bordure de la ville, pouvait accueillir sur ses gradins en bois 15 000 personnes. il a été brûlé en 276 lors des invasions barbares. Il a également souffert de destructions majeures lors de la Révolution. L'édifice est classé monument historique. Il ne reste que quelques travées et arcades, enserrées dans le tissu urbain. Une partie du monument est visible depuis les rues du Docteur Albert-Barraud ou du Palais-Gallien.

#### Basilique Saint-Seurin et site paléochrétien

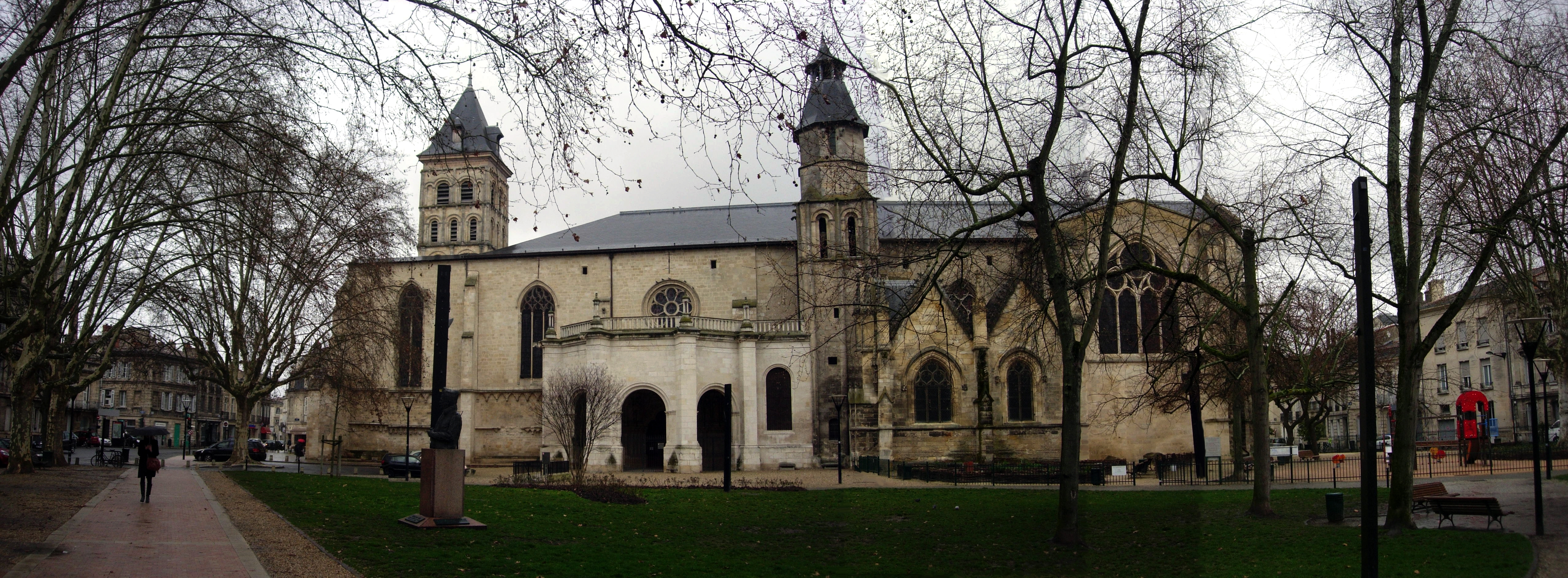
Basilique Saint-Seurin

L'église Saint-Seurin est la plus ancienne église de Bordeaux, dédiée à saint Seurin qui fut évêque de la ville.
Sa construction remonte au début du VIe siècle, mais elle ne sera basilique qu’en 1873.
L'édifice est classé monument historique et inscrit au patrimoine mondial de l'UNESCO.
L'église abrite un porche du XIe siècle orné de chapiteaux, un chevet et un transept du XIIe siècle, une nef du XIIIe siècle ainsi que des chapelles des XIe et XVe siècles. On y trouve aussi une crypte du XIe siècle hébergeant le tombeau de saint Fort ainsi que des sarcophages mérovingiens.
Le site englobe également une vaste nécropole chrétienne dont les sépultures s'échelonnent du IVe siècle au XVIIIe siècle.
La basilique Saint-Seurin était sur le chemin des pèlerins de Saint-Jacques-de-Compostelle qui s’y arrêtaient au Moyen Âge pour vénérer le bâton de saint Martial, voir l’olifant de Roland, et les reliques de saint Seurin et de saint Fort.

#### Cathédrale Saint-André et Tour Pey-Berland

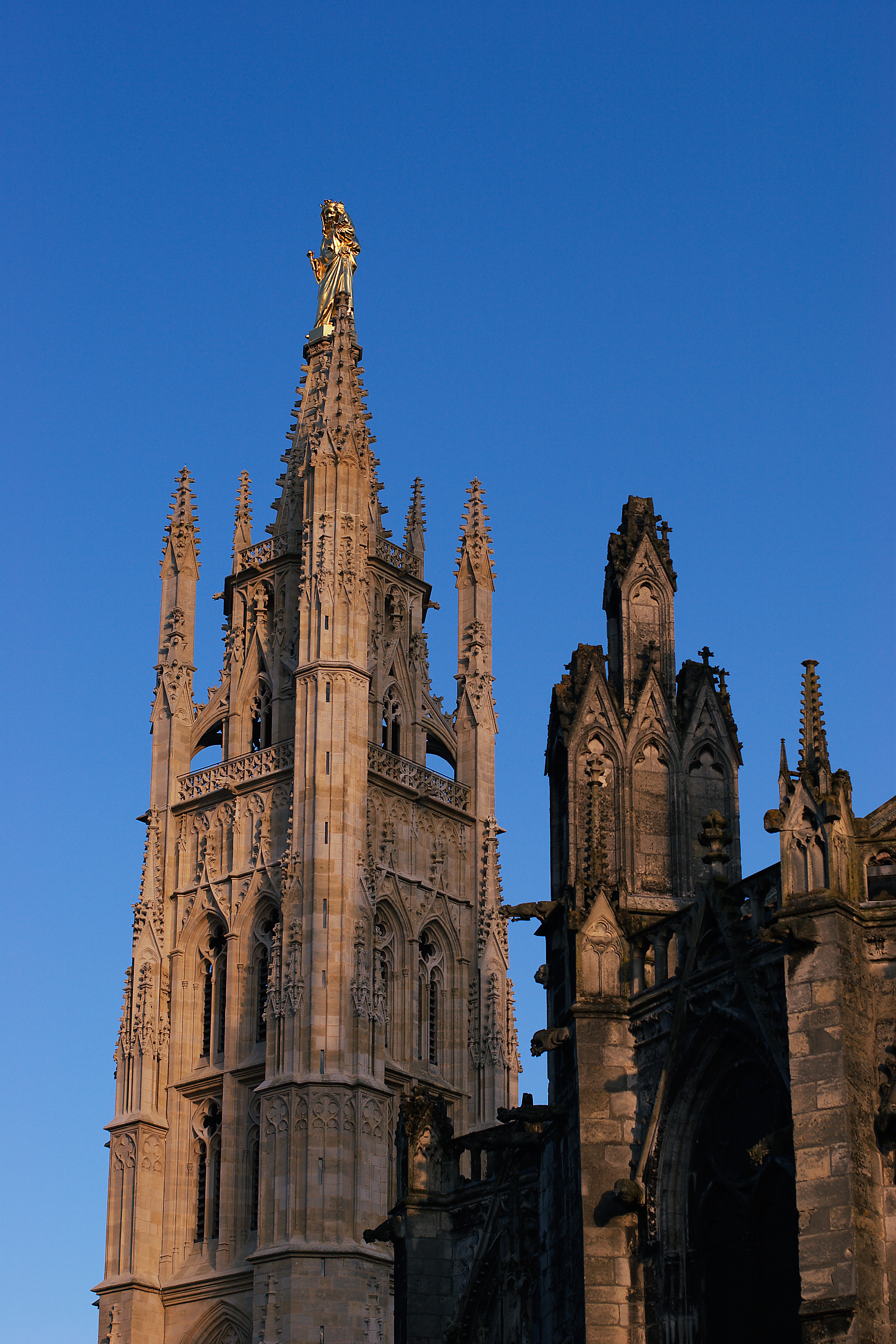
La Tour Pey-Berland.

Consacrée par le pape Urbain II en 1096, la cathédrale est bâtie sur un plan en croix latine à nef unique de 124 mètres de long, 18 m de largeur au transept, 23 m de haut dans la nef et 29 m dans le chœur. Alors qu'elle avait été conçue pour avoir quatre clochers, deux seulement ont leur flèche (côté rue Vital-Carles) car on se rend vite compte que la cathédrale est trop lourde pour le sol marécageux et s'enfonce. La construction des deux autres clochers est alors abandonnée. Du premier édifice roman du XIe siècle il ne reste que les murs intérieurs de la nef. Elle porte le nom de l'archevêque de la ville en 1430 (mort en 1458) qui créa la première université de Bordeaux vers 1440. Il est inhumé derrière le maître autel de la cathédrale.
La porte Royale (première moitié du XIIIe siècle) est un bel exemple gothique (embasements ornés de statues des apôtres ; tympan avec le Jugement Dernier). Le tympan du portail Nord (XIVe siècle) est orné de trois registres de bas-reliefs représentant la Cène, l'Ascension et le Triomphe du Rédempteur. Le chevet et le transept remontent aux XIVe et XVe siècles.
Parmi les évènements liés à cet édifice il y a le mariage d'Aliénor d'Aquitaine avec Louis VII, futur roi de France, en 1137. La cathédrale est classée au patrimoine mondial de l'UNESCO depuis 1998.
La tour Pey-Berland, isolée du reste de l'édifice, a été construite entre 1440 et 1450. Elle est quadrangulaire avec des contreforts, une galerie extérieure et une flèche octogonale avec au sommet, une statue de Notre-Dame d'Aquitaine réalisée en 1862 et restaurée dernièrement.

#### Basilique Saint-Michel

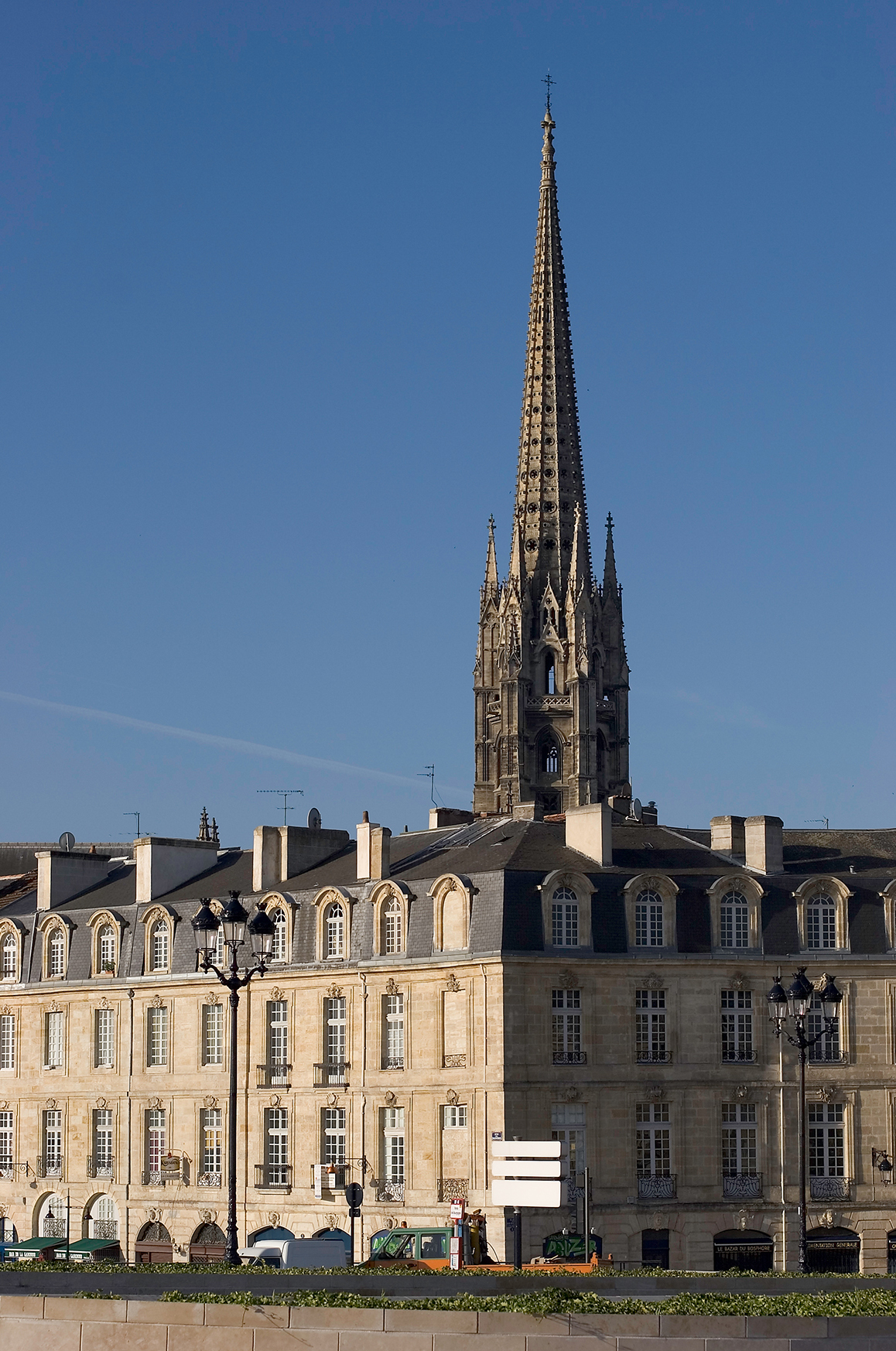
Clocher de la Basilique Saint-Michel.

Église de style gothique flamboyant construite entre la fin du XIVe siècle et le XVIe siècle. La chaire est de Feyneau et représente saint Michel terrassant le dragon. Les vitraux furent détruits lors des bombardements en 1940.
Le clocher isolé de 114 mètres de haut, construit au XVe siècle est considéré comme le plus haut du Midi de la France et comme l'un des plus hauts de l'hexagone. En 1881 fut découvert un cimetière gallo-romain et des catacombes sous la tour. Classé monument historique.

#### Église Saint-Éloi

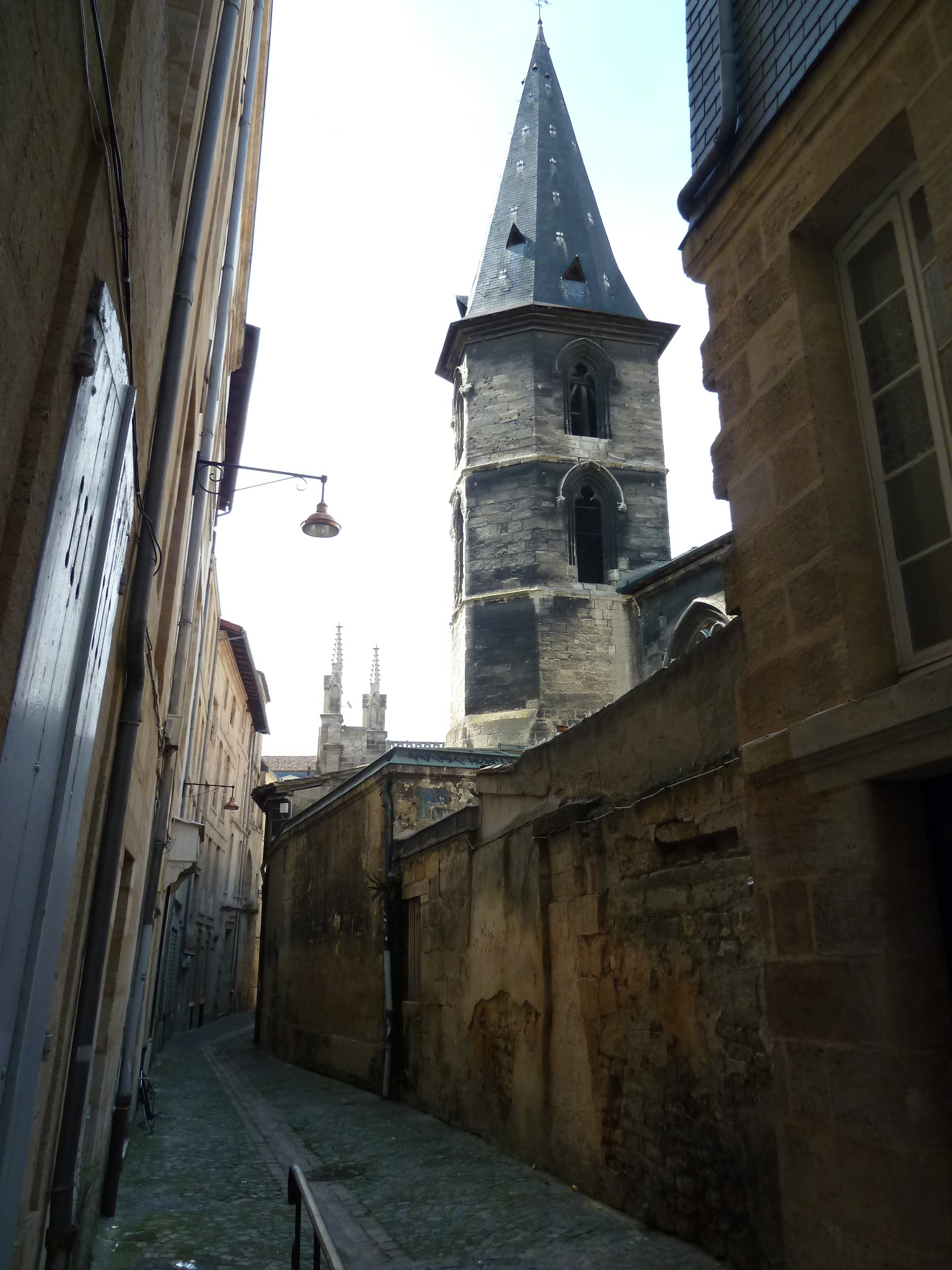
Clocher de l'église Saint-Éloi.

L’église Saint-Éloi est celle du Bourg-Saint-Éloi. L’église actuelle ne semble pas antérieure au XVe siècle. La façade occidentale est une adjonction de style néogothique, datant de 1828, de l’architecte Poitevin. L'église est fermée au culte dans les années 1980 et abrite des archives. Cependant les autorités du diocèse, à court de moyen, ne peuvent restaurer l'église qui menace ruine, et la municipalité laisse faire. Finalement elle est occupée par une association catholique traditionaliste en 2002, qui entreprend avec l'autorisation de la mairie de la restaurer. Après avoir essayé de la déloger, les autorités diocésaines acceptent en 2007, une fois les travaux de restauration largement entrepris, de l'affecter à l'association dirigée par les prêtres de l’Institut du Bon-Pasteur, qui célèbrent selon le rite tridentin, en accord avec l’autorisation récente du Saint-Siège.

#### Église Saint-Pierre (place Saint-Pierre)

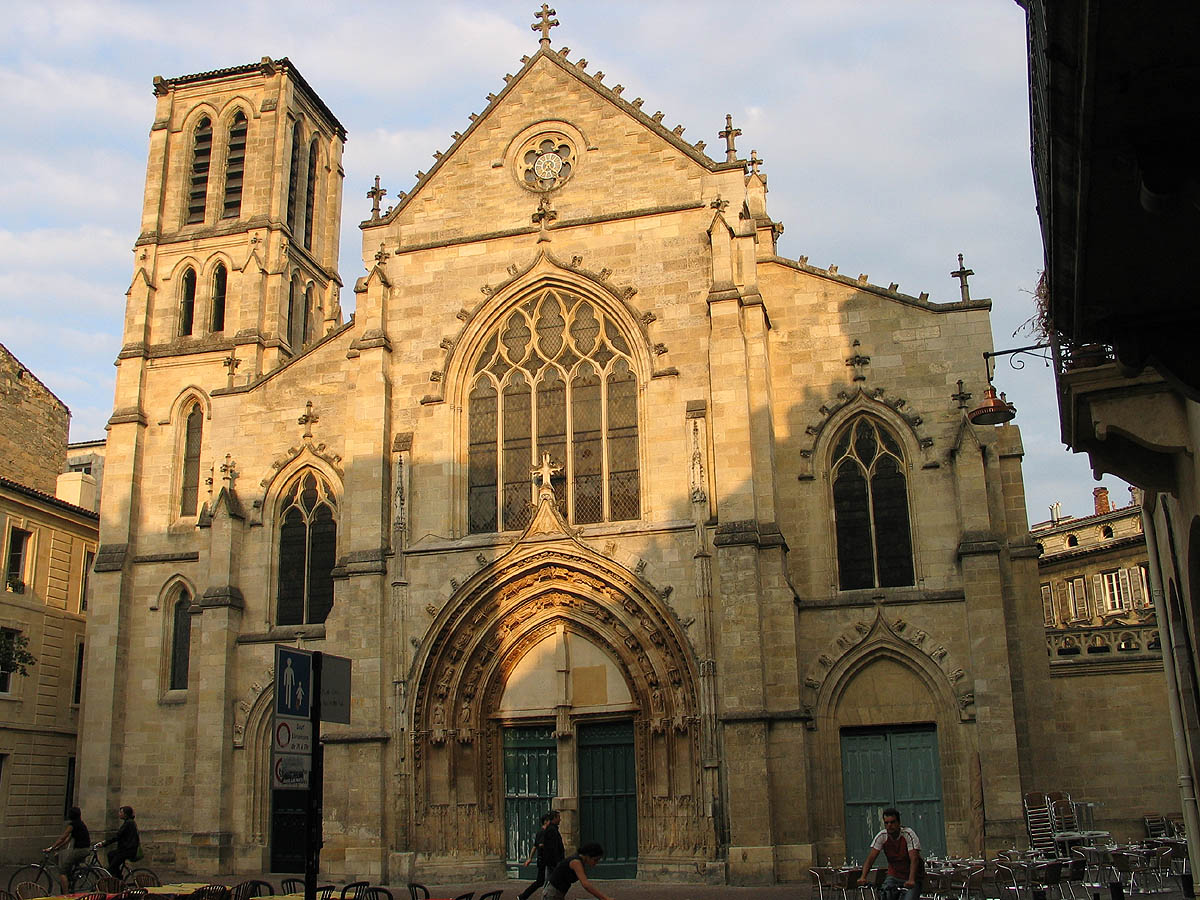
Église Saint-Pierre.

La place Saint-Pierre n'existait pas du temps des gallo-romains. C’était autrefois l’entrée du port intérieur de la ville. L’église Saint-Pierre est construite sur le mur nord de l'ancien chenal de passage. Elle a été construite au XVe siècle et fut remaniée en grande partie au XIXe siècle mais le portail de style gothique flamboyant, la porte sud et le chœur sont d'origine.

#### Église Saint-Bruno

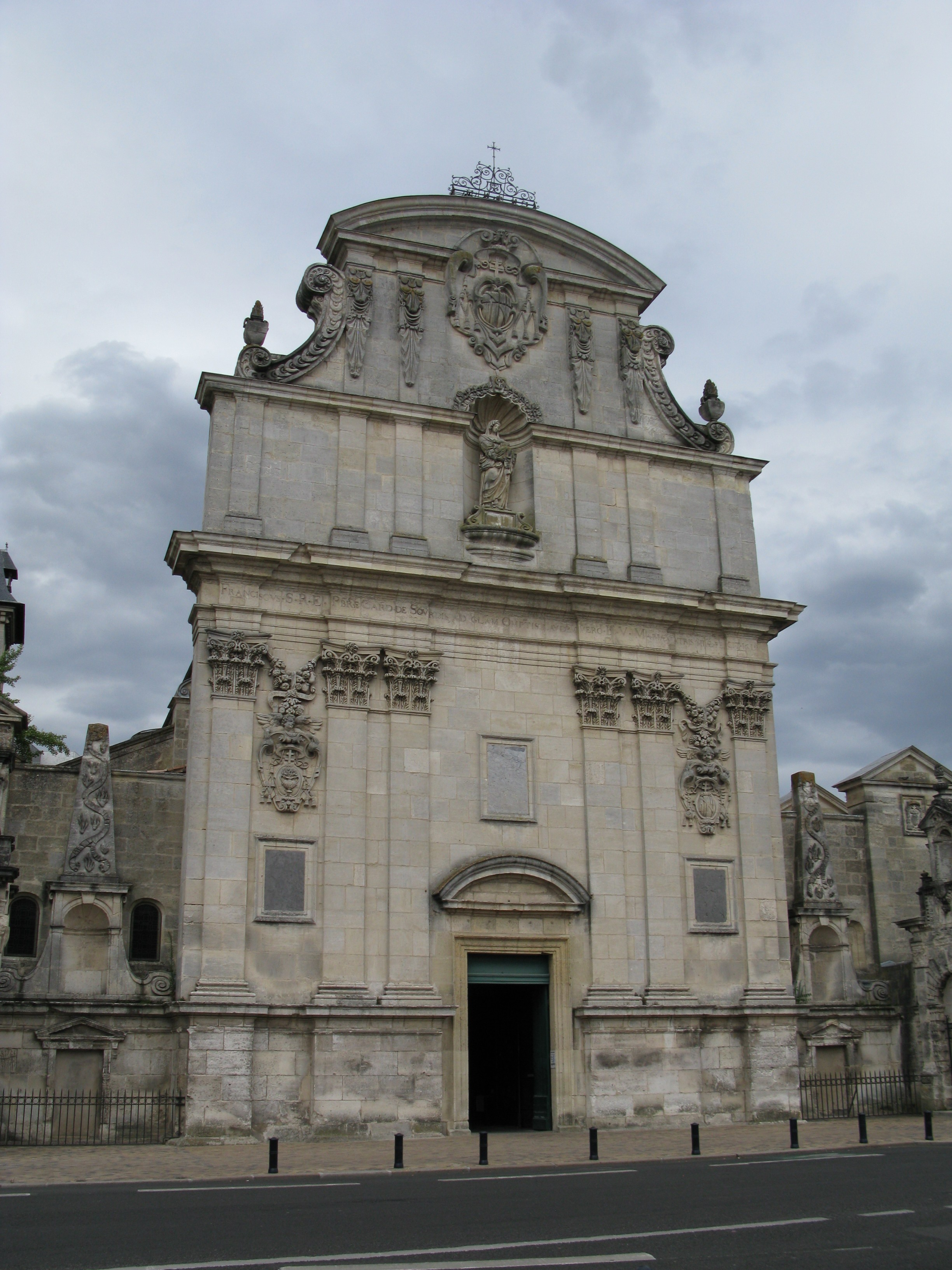
Façade de l'église Saint-Bruno.

Le Cardinal François de Sourdis avait, à partir de 1611, facilité la création d'un couvent de Chartreux (ordre déjà venu à Bordeaux en 1381 (sur des marais situés aux portes de la ville, quartier qui prendra le nom des Chartrons), après avoir été chassé par la guerre de Cent Ans du Périgord où il était installé), grâce au don d'un religieux, Blaise de Gascq.
Ouvert dès 1611, le monastère reçut une chapelle devenue église dédiée à saint Bruno (fondateur de l'Ordre), consacrée le 29 mars 1620 par le cardinal de Sourdis. La façade est inspirée du style italien et tend vers le baroque, tout comme le chœur. Dans une nef unique de quarante-six mètres de long, sont réunies de fort belles œuvres d'art dont plusieurs furent commandées par le Cardinal de Sourdis aux Bernin père et fils. Le retable du chœur est décoré de marbres enlevés aux Turcs qui les destinaient à La Mecque. Le retable du maître-autel est décoré d'une « Assomption » due à Philippe de Champaigne (1673). Des deux côtés de l'autel, statues de marbre de Gian Lorenzo Bernini, dit « Le Bernin ». Diverses toiles des XVIIIe et XIXe siècles, un beau portrait de saint Bruno (XVIIe siècle), boiseries du XVIIe siècle. La nef voûtée en berceau de 46 m de long est ornée de fresques en trompe-l’œil (XVIIe siècle) dues au peintre italien Gian Antonio Berinzago décrivent un décor architectural antique comprenant des décorations d'un palais coiffée de bustes. À gauche du chœur, dans une salle voûtée, se trouve le tombeau des Sourdis (1691).
Le jardin des Chartreux est devenu, à la Révolution, le cimetière central de la ville (cimetière de la Chartreuse).
La messe est récitée sous la forme extraordinaire du rite romain, c’est-à-dire en latin.

#### Temple du Hâ

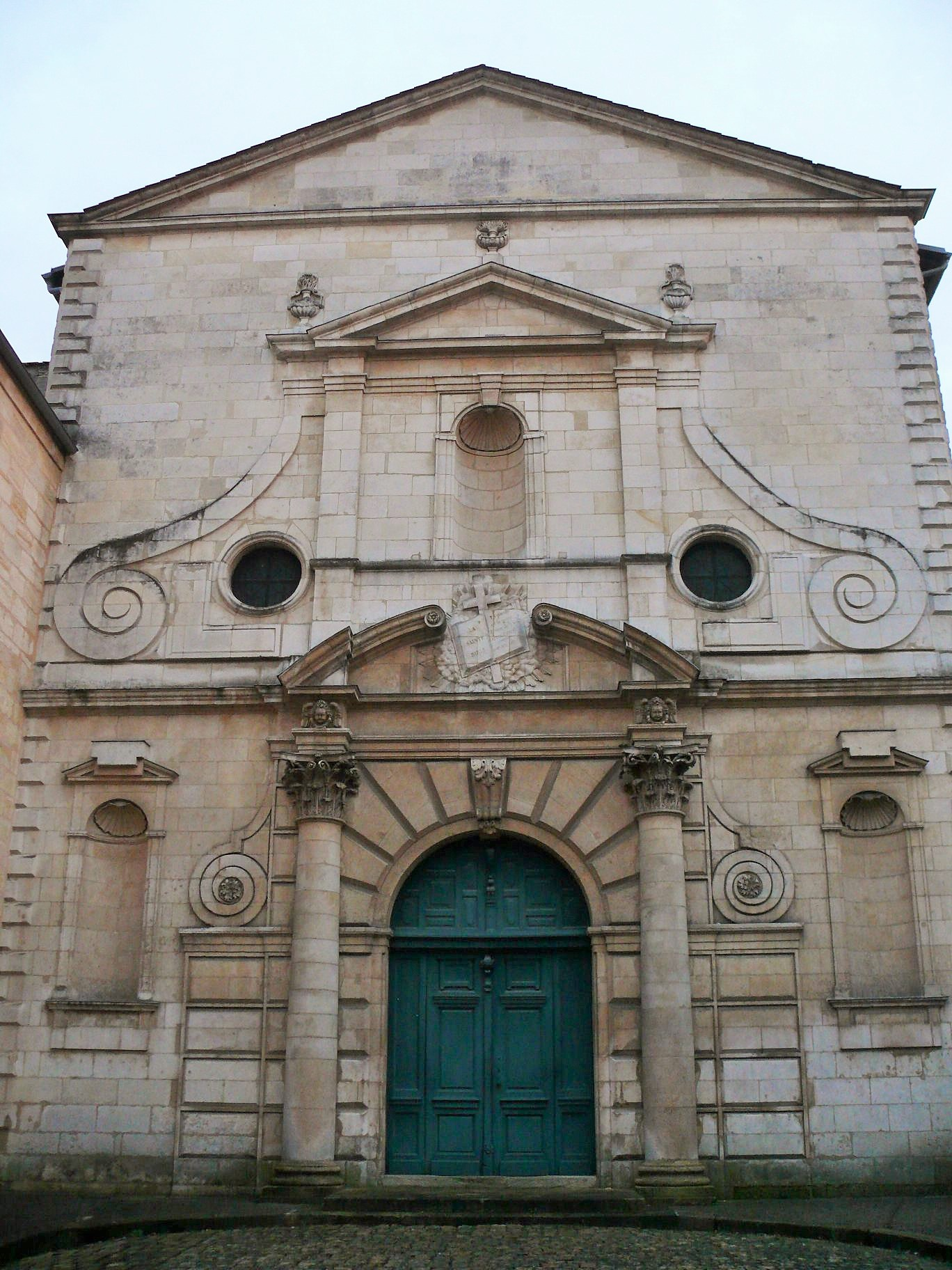
Temple du Hâ

L'actuel temple du Hâ situé dans la rue du même nom a été édifié entre 1625 et 1638 par l'architecte Henri Roche.
Abandonnée pendant la Révolution, le bâtiment sert de magasin pour la troupe. Puis la chapelle est affectée en 1803 au culte réformé par décret impérial et en application des articles organiques du 18 germinal an X (8 avril 1802). La chapelle devient alors le temple du Hâ. Le premier culte y fut célébré le 1er décembre 1805 avec le pasteur Martin.

#### Église Notre-Dame

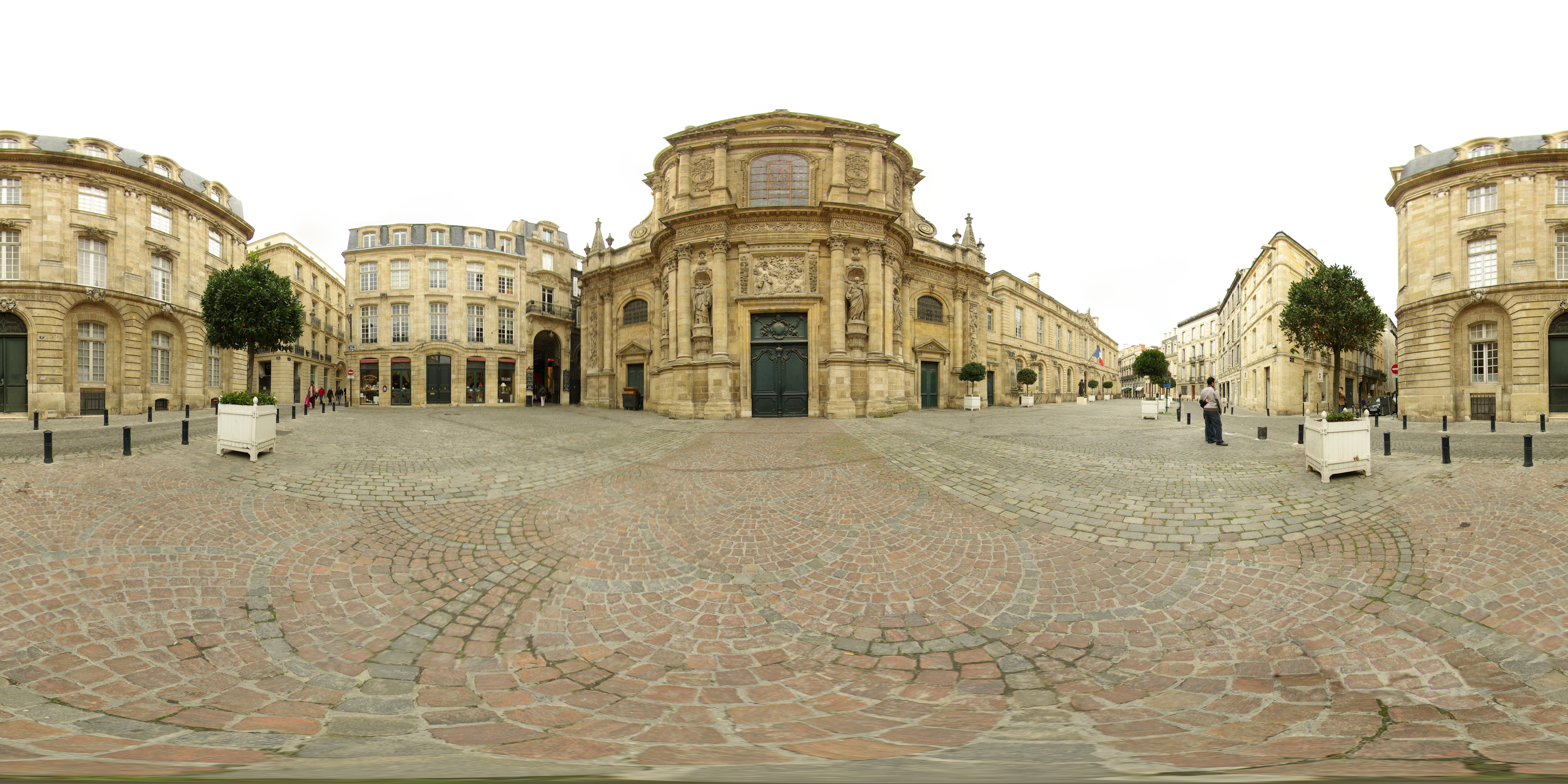
Église Notre-Dame.

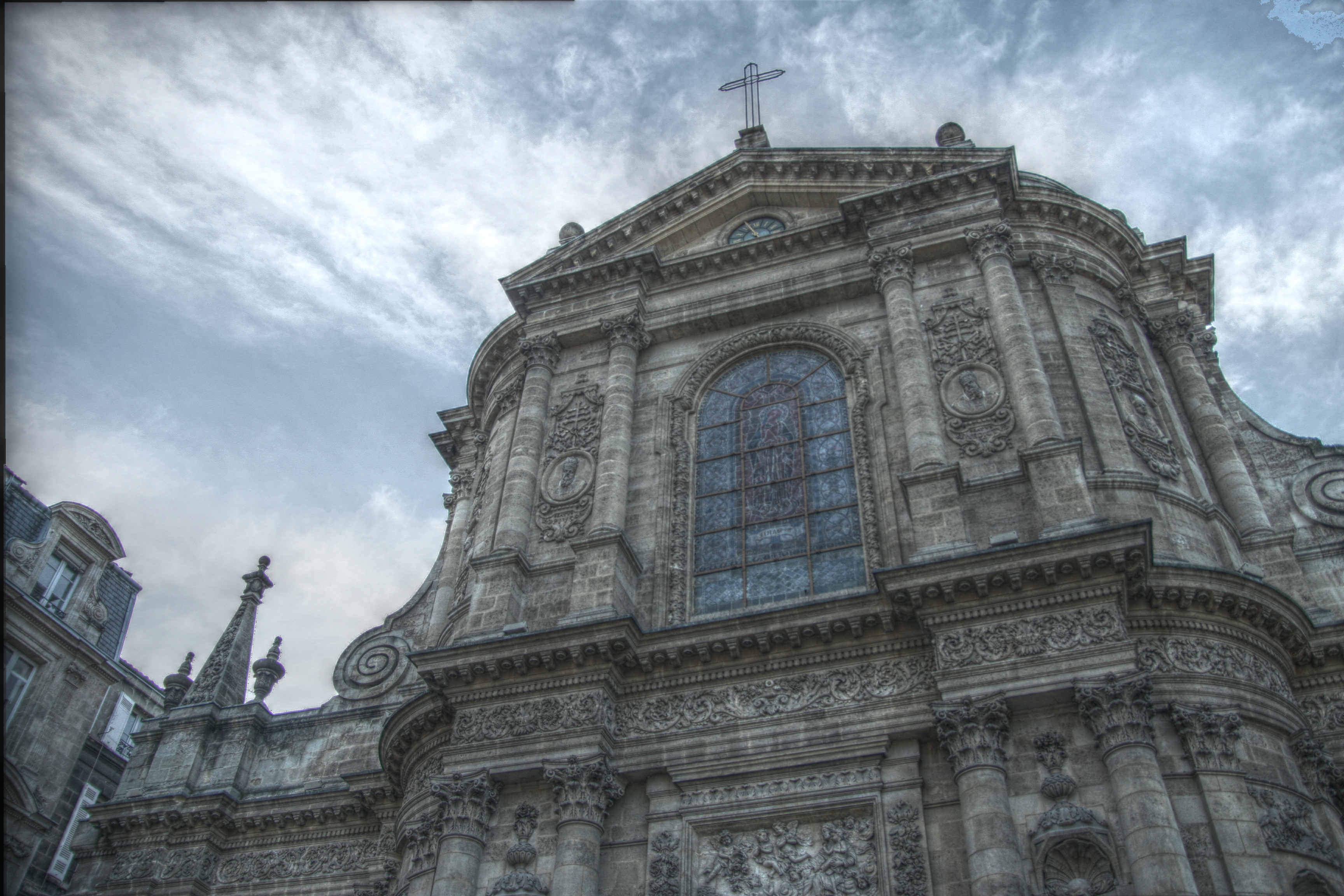
Façade de l'église Notre-Dame.

L'église Notre-Dame (Saint-Dominique avant le Concordat), a été construite de 1684 à 1707, par l'architecte et urbaniste Pierre Michel (ou Miquel) Duplessy. Elle est inspirée de l’église du Gesù à Rome. Sa façade est baroque, de style jésuite.
Elle est classée monument historique. Elle possède une acoustique remarquable d’où le nombre élevé de concerts organisés dans cet endroit. On peut y voir six tableaux du peintre André Jean, en religion dit : le Frère André, datés de 1712, 1714, 1718, 1731, 1732 et 1735.
On trouve des bas-reliefs, un maître-autel en marbre blanc dû à Peru (1759) et des grilles en fer forgé autour du chœur dues à Moreau (1780).
Son cloître est la Cour Mably. Construit en 1684 sur les plans de l'architecte Michel Duplessy, ce bâtiment est le second couvent des Jacobins. Le premier est détruit en 1678. De 1797 à 1885 il est occupé par la Manutention militaire. À partir de 1886 il est rénové et transformé en Bibliothèque municipale.
Il abrita également le Musée des Antiquités à partir 1887. La présence en ces lieux de la Chambre Régionale de la Cour des Comptes est très récente, 1994.

#### Église Sainte-Croix

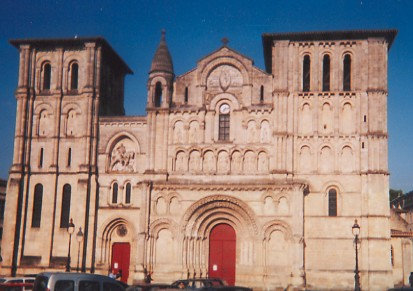
Façade de l'église Sainte-Croix.

Sur l’emplacement d'une abbaye fondée au VIIe siècle, détruite par les Sarrasins, reconstruite par les carolingiens puis détruite par les Vikings en 845 et en 864. De l’ancienne abbatiale des bénédictins édifiée entre le XIIe et le XIIIe siècle ne subsistent que les murs de la nef et quelques vestiges du mobilier. En effet l'église a été presque entièrement reconstruite par Paul Abadie au XIXe siècle, qui rajouta un clocher symétrique à l'original à gauche de la façade.
Sur la façade de style roman saintongeais, les portails sculptés représentent l’avarice et la luxure. À l’intérieur se trouve un orgue réalisé en 1774 par Dom Bedos de Celles.
L'ancien couvent bénédictin abrite aujourd’hui l’École des beaux-arts de Bordeaux.

#### La porte Saint-Éloi et la Grosse Cloche

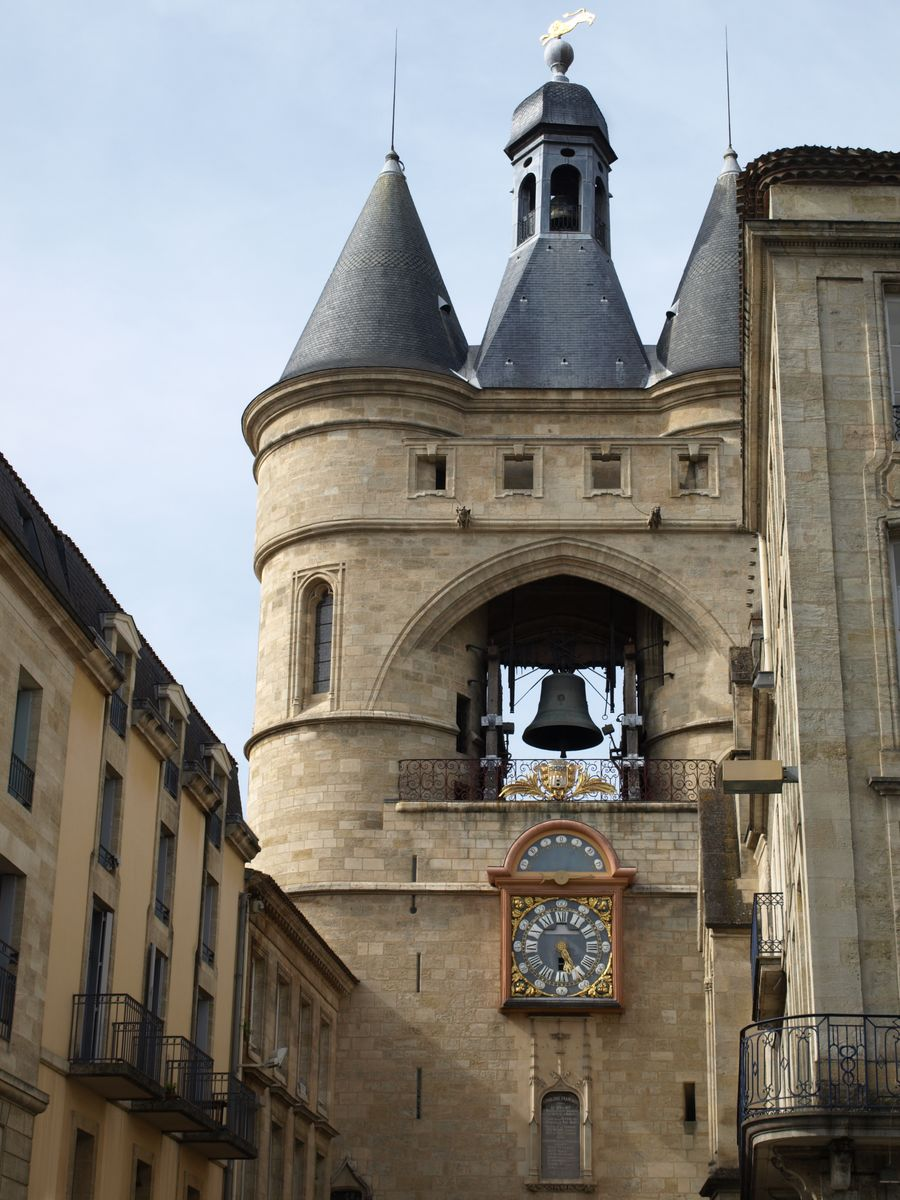
La Grosse Cloche.

Des six portes que compte Bordeaux, la porte Saint-Éloi est la plus ancienne que la ville conserve du Moyen Âge. Beffroi de l'ancien hôtel de ville, elle est érigée au XIVe siècle (1356). La cloche figure sur les armoiries de la ville.
Elle est composée de deux tours circulaires de 40 mètres de haut reliées par un bâtiment central. À l'origine, il y avait six tours crénelées. La première cloche est réalisée en 1521 par Noël Horloger. Détruite en 1548, elle est remplacée en 1567, puis une nouvelle cloche est réalisée en 1759, sur les plans du mathématicien Paul Larroque. Elle est à nouveau remplacée en 1775 par une cloche réalisée par Turmeau (ou Turmel). D'un poids de 7 800 kg, elle est haute de deux mètres.

#### Porte Cailhau et place du Palais

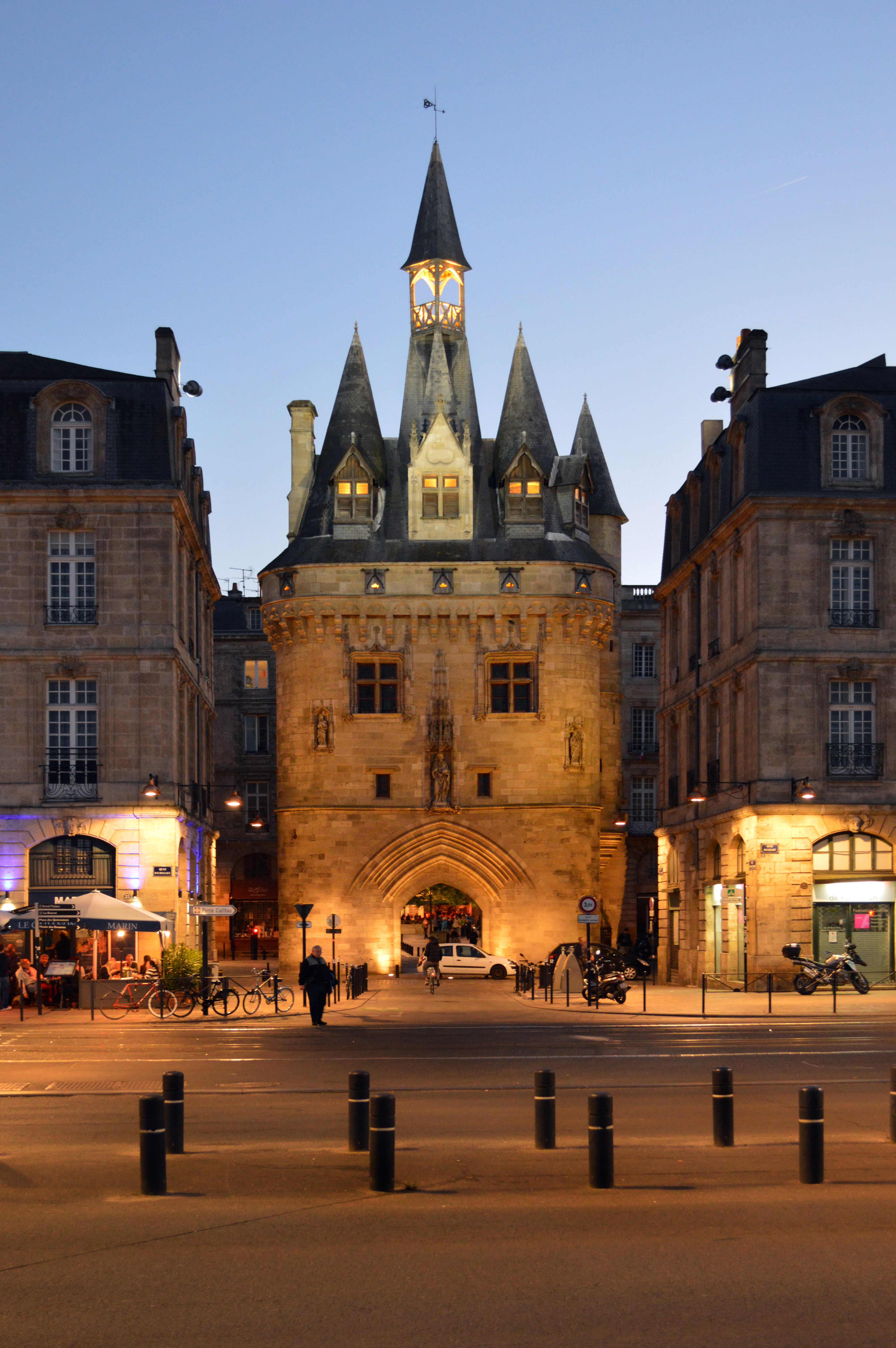
Porte Cailhau.

La porte Cailhau se dresse sur la place du Palais du côté du fleuve. Située entre les embouchures des deux principales rivières de Bordeaux, le Peugue (cours d'Alsace et Lorraine) et la Devèze (rue de la Devise), c'était la principale entrée dans la ville depuis le port. Elle donnait accès au Palais de l'Ombrière, résidence des ducs de Guyenne, puis siège du Parlement de Bordeaux à partir de 1462. Ravagé par plusieurs incendies (1597, 1704), il fut démoli en 1800, permettant ainsi l'ouverture de l'actuelle rue du Palais de l'Ombrière. 
Son nom, Porte Cailhau, évoque peut-être les cailloux, appelés « calhaus » en gascon, qui étaient accumulés à ses pieds par la Garonne et qui servaient à lester les navires. Plus probablement, elle évoque la grande famille bourgeoise bordelaise médiévale des Cailhau qui donna plusieurs maires à la ville XIIIe siècle - XIVe siècle).
Élevée dans un style gothique Renaissance (mâchicoulis, toitures aiguës de 35 mètres de haut, lucarnes, lanternes) au XVe siècle, en souvenir de la victoire remportée en 1495 par Charles VIII à la Fornoue, elle faisait office d'arc de triomphe et de porte défensive (présence d'une niche à l'effigie du roi).
Classée monument historique depuis le 28 mai 1883.. Elle fut restaurée au XIXe siècle (1822) et ses bas-reliefs abîmés sont conservés au Musée d'Aquitaine.

#### Fort du Hâ

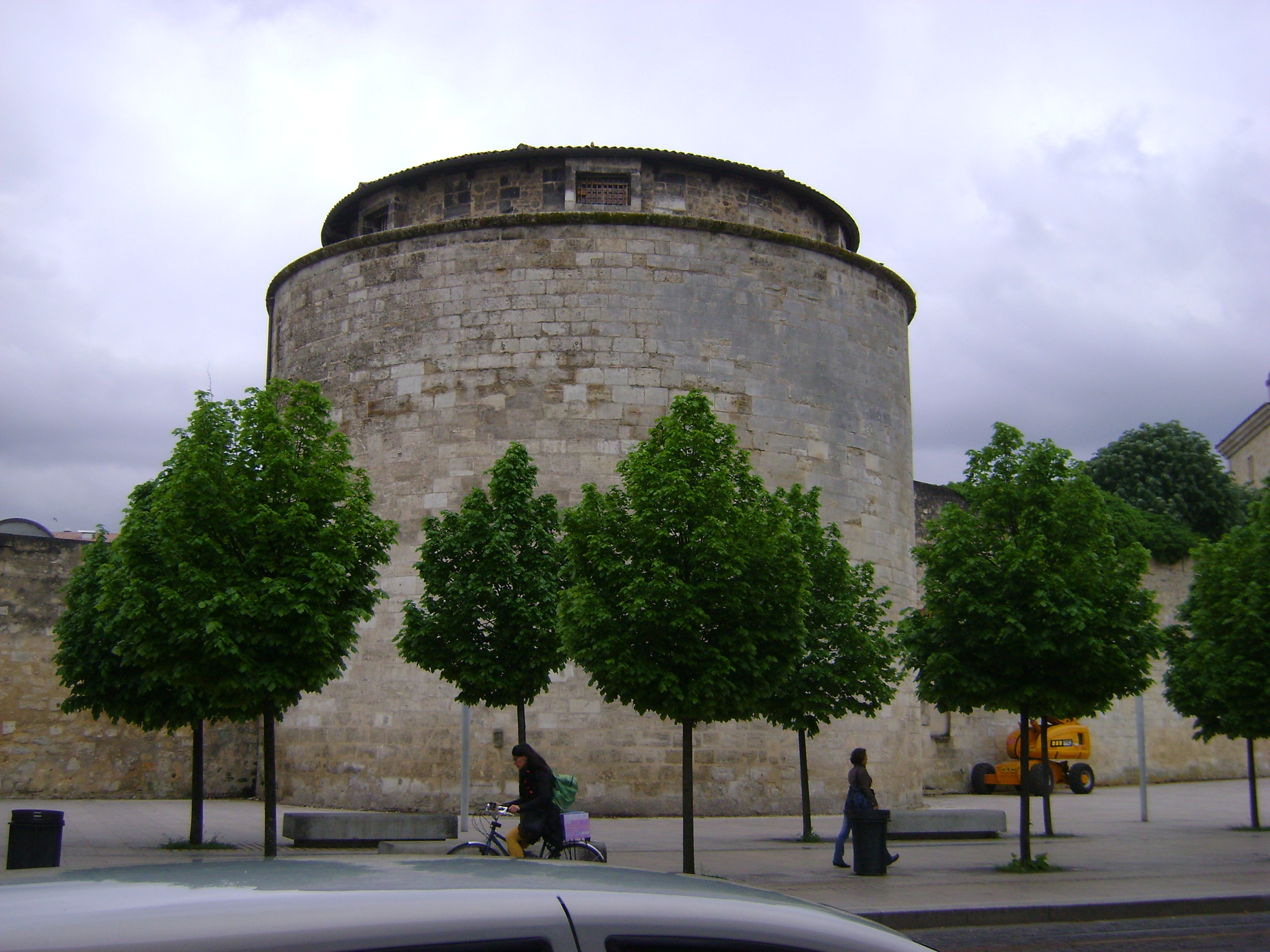
Fort du Hâ.

Le Fort du Hâ est une ancienne forteresse de Bordeaux, à l'emplacement de laquelle sont érigés actuellement le Palais de Justice et l'école nationale de la magistrature. Il a été construit par décision du roi Charles VII, immédiatement après la reprise définitive de Bordeaux aux Anglais en 1453. Ses deux tours sont inscrites au titre des monuments historiques le 12 avril 1965.

### Patrimoine classique

#### Place du Parlement

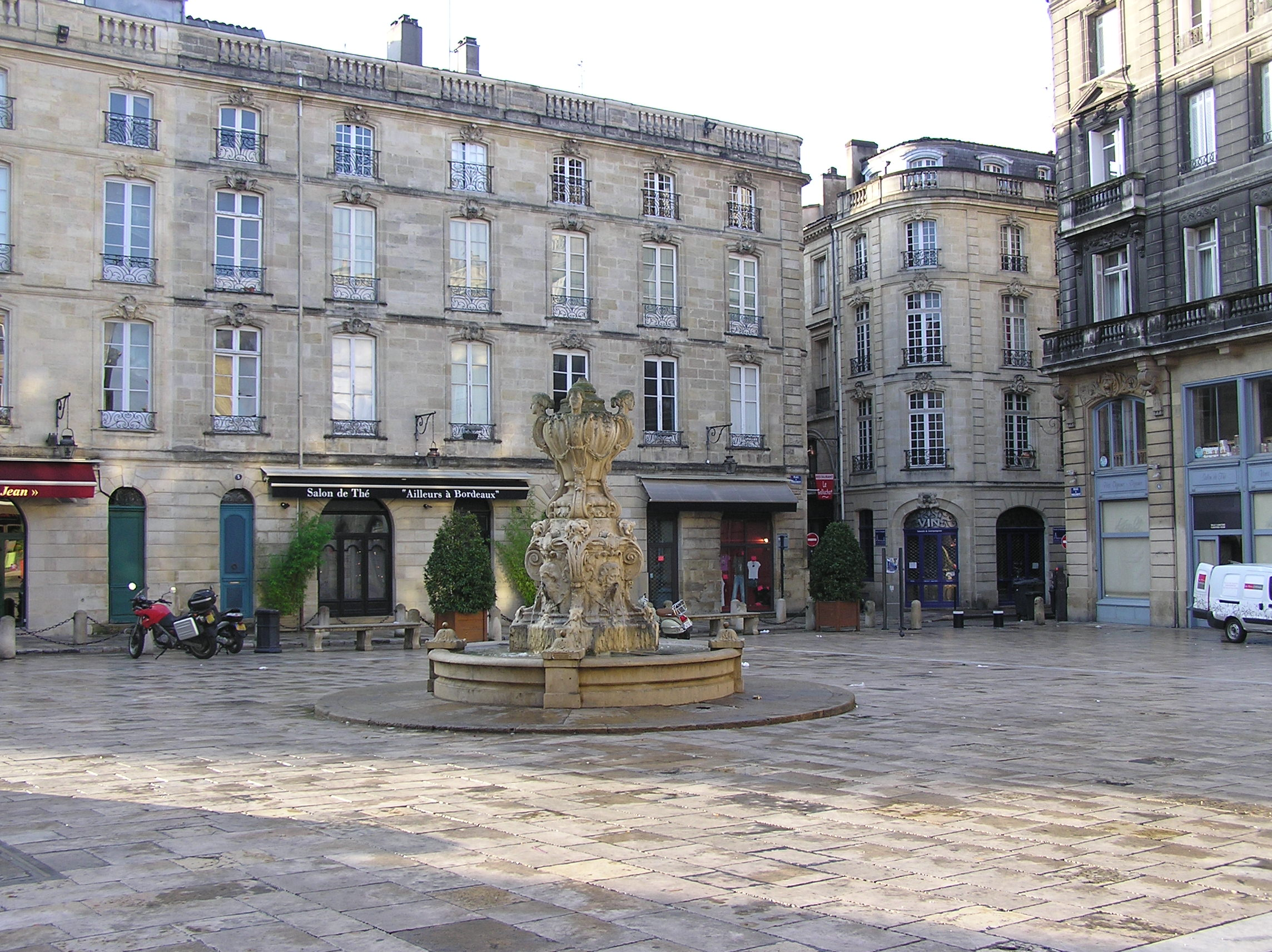
La place du Parlement.

Née sous le nom de place du Marché Royal, elle est rebaptisée place de la Liberté à la Révolution. Ordonnancée de style Louis XV.
Les immeubles qui la bordent, datent de la première moitié du XVIIIe siècle. Les façades sont très richement décorées. Elles sont ordonnées en travées construites sur trois niveaux avec hiérarchie des baies, séparées horizontalement par un jeu de bandeaux ponctués de mascarons et d’agrafes. Elles sont surmontées de balustrades. La fontaine centrale date du Second Empire. Le sol, refait en 1980, se compose de grandes dalles de calcaire doré.

#### Place de la Bourse et quais de la rive gauche

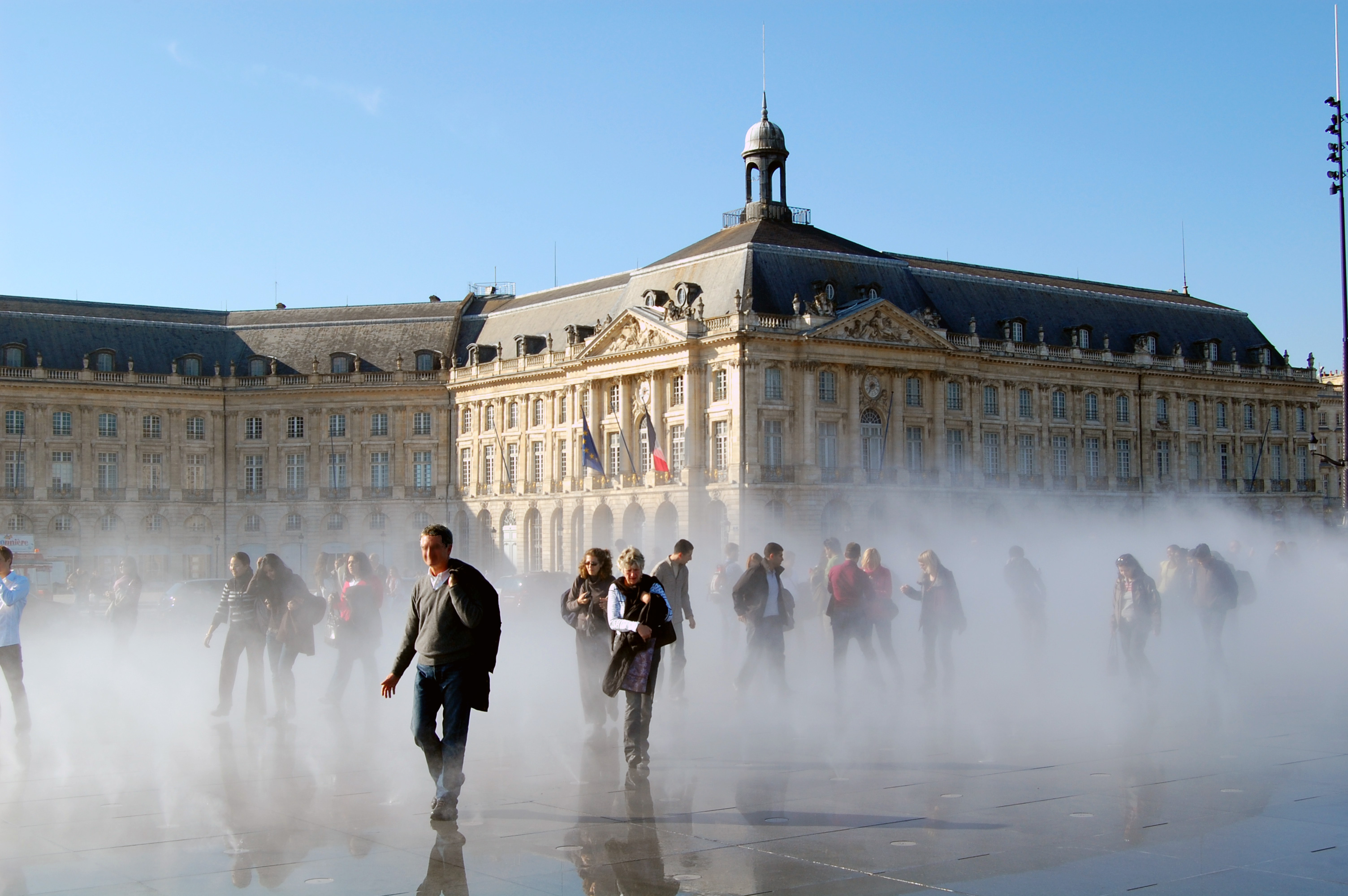
Effet brouillard du miroir d'eau devant la place de la Bourse.

En bord de Garonne, Bordeaux possède l’un des plus beaux patrimoines urbains du monde avec ses façades XVIIIe siècle aujourd'hui ravalés et de nombreux édifices classés ou inscrits au titre des monuments historiques. Les quais se déroulent sur une bande de 80 mètres de large, entre les façades et le fleuve, et sur 4,5 kilomètres de long depuis la gare Saint-Jean jusqu'aux bassins à flot. Dans le sillage du tramway, les quais ont progressivement été réaménages selon le plan conçu par le paysagiste Michel Corajoud (Parc des Sports, Prairie des Girondins...).
Réalisée sous l’intendance de Boucher par l'architecte du roi, Jacques Ange Gabriel, entre 1730 et 1775, la place de la Bourse est la première brèche dans les remparts du Moyen Âge et est destinée à servir de somptueux écrin à la statue équestre, détruite à la Révolution, du roi de France Louis XV. Elle est inaugurée en 1749, symbole de la prospérité de la ville. Successivement appelée place Royale, place de la Liberté pendant la Révolution, place impériale sous Napoléon Ier, puis à nouveau place Royale à la Restauration. En 1848, à la chute de Louis-Philippe Ier, elle devient place de la Bourse.
Cette place est une des œuvres les plus représentatives de l'art architectural classique français du XVIIIe siècle. Au nord se tenait le Palais de la Bourse (actuelle Chambre de Commerce et de l'Industrie de Bordeaux) et au sud l'Hôtel des Fermes (actuelle Direction Interrégionale des Douanes et Droits Indirects qui abrite en son sein le Musée national des Douanes). Ce dernier est réalisé par Jacques Ange Gabriel entre 1735 et 1738 et les sculptures représentent Minerve protégeant les arts et Mercure favorisant le commerce de la ville.
Les frontons des autres bâtiments et les mascarons sont sculptés par Verbeckt, Vernet et Prome. Les frontons représentent : la grandeur des princes, Neptune ouvrant le commerce, la jonction Garonne-Dordogne, le Temps découvrant la Vérité.
Depuis fin juillet 2006, Bordeaux est doté du plus grand miroir d'eau du monde, d'une surface de 3 450 m2. Le système imaginé par le fontainier parisien Jean-Max Llorca, permet de faire apparaître l'un après l'autre un effet miroir (avec 2 centimètres d'eau stagnant sur une dalle de granit) et un effet brouillard pouvant atteindre jusqu'à 2 mètres de hauteur.

#### Place de la Victoire

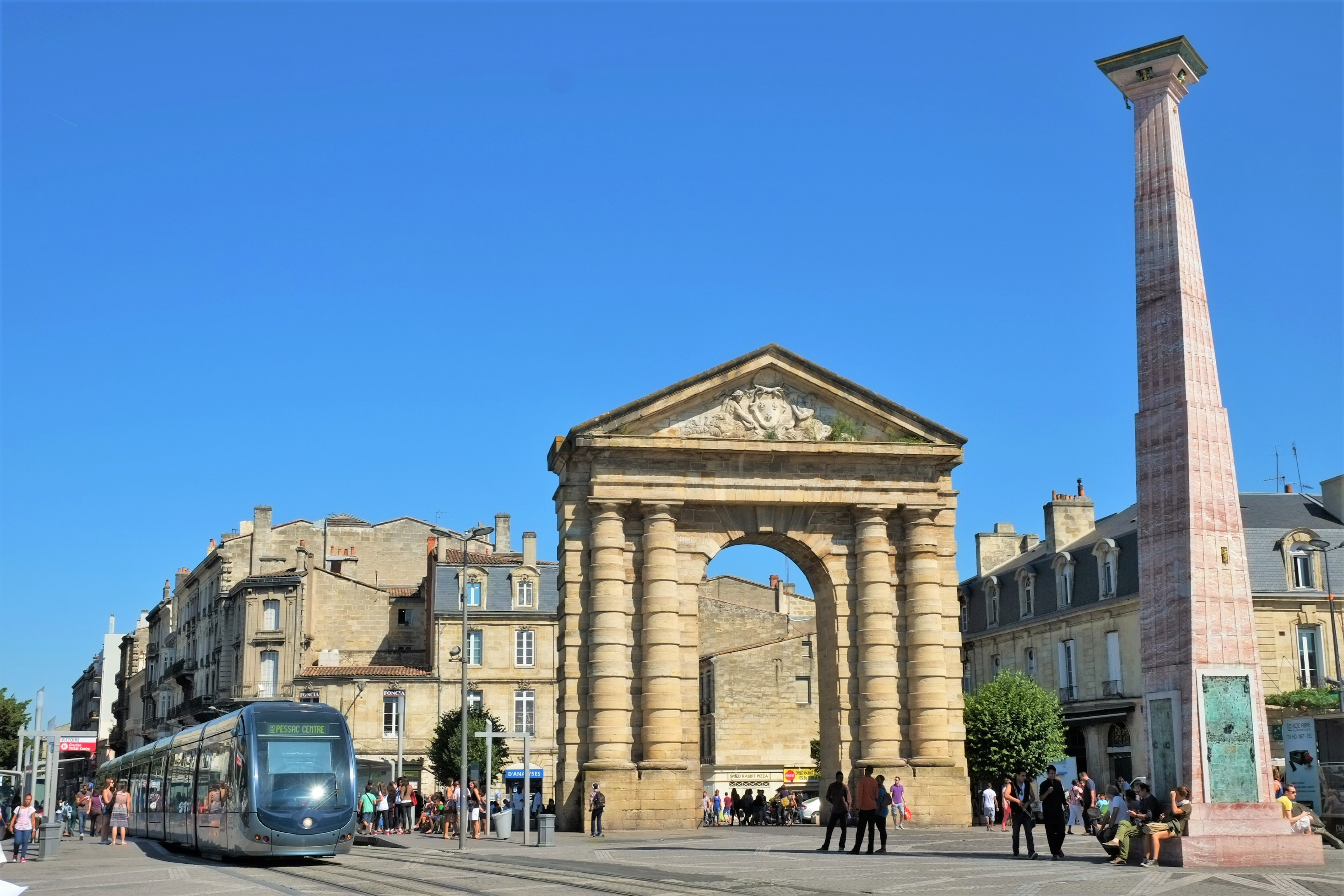
Place de la Victoire.

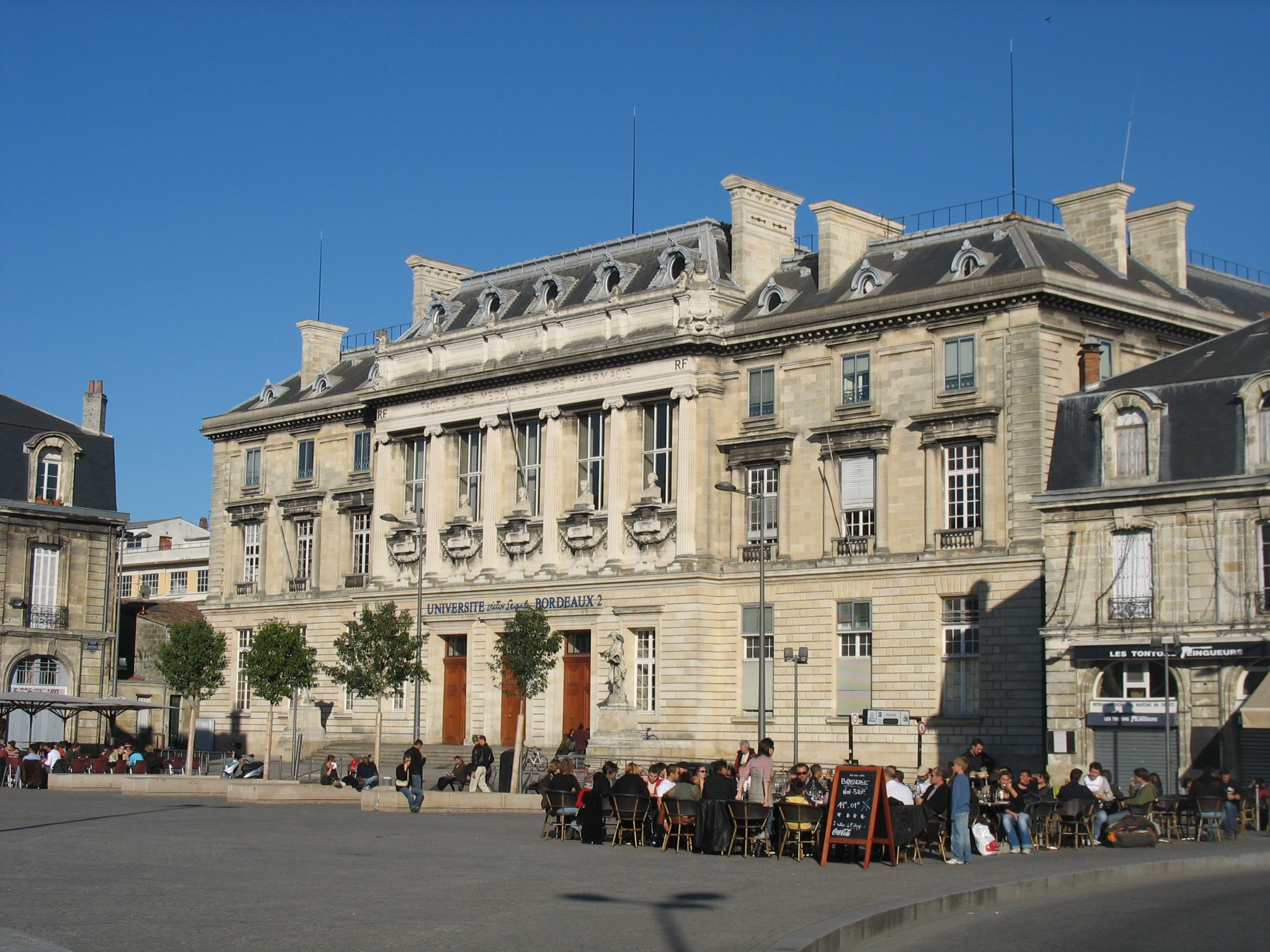
Le bâtiment de la faculté de médecine et de pharmacie abrite aujourd’hui les formations en sciences de l’Homme.

Quand Tourny a supprimé les portes médiévales, il souhaitait remplacer les quatre tours rébarbatives flanquant l'ancienne porte gothique, la porte Saint Julien datant de 1302 (qui avait pris son nom d'un hôpital voisin créé en 1231 pour soigner lépreux et pestiférés) qui s'ouvrait, au sud de la rue Sainte-Catherine, sur l'actuelle Place de la Victoire, là où jadis se réunissaient les deux routes du Languedoc et d'Espagne par un véritable arc de triomphe, à l'image de la grandeur de la capitale de la Guyenne.
Le 8 juin 1748 fut entreprise sa construction par Portier.
Elle a pris le nom de porte d'Aquitaine le 18 novembre 1753 afin d'honorer le second fils de la Dauphine, le duc d'Aquitaine Xavier de France qui venait de naître.
La porte d'Aquitaine est ornée, d'un côté, des armes royales dans une coquille bivalve et de dieux marins enlaçant l'écusson ; de l'autre, les armes de la ville émergeant d'une coupe sur laquelle retombent fruits et fleurs.
Elle est faite en belle pierre de Saint-Macaire (pierre qui devient dure et rosée), percée d'une arcade de plus de onze mètres de haut et de cinq mètres de large, ornée de bossages en saillie.
Après la Seconde Guerre mondiale), elle a pris le nom de Porte de la Victoire.
La place abrite un bâtiment de l'université de Bordeaux depuis 1888.
Le 19 juin 2005, Hugues Martin inaugure, sur la place de la Victoire, l'Obélisque, un monument réalisé par le sculpteur Ivan Theimer. Au pied de l'Obélisque, une sculpture représentant deux tortues complète l'ensemble dédié à la gloire du vin.

#### Porte Dijeaux et place Gambetta

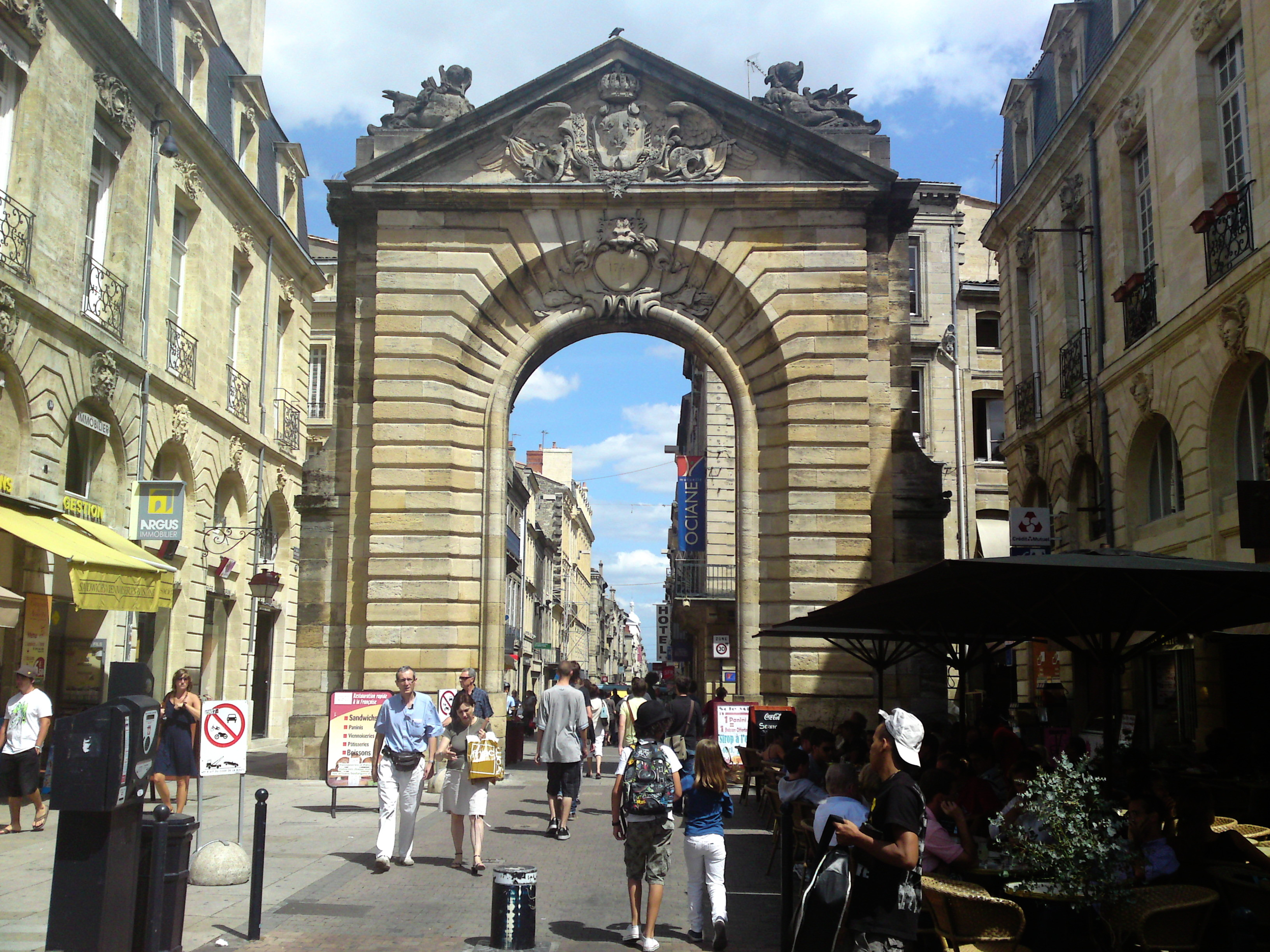
Porte Dijeaux.

Entrée monumentale de la ville au XVIIIe siècle, la porte Dijeaux, bâtie par Voisin entre 1748-1753 et la place Gambetta, dotée d'un des ensembles architecturaux urbains les plus importants de Bordeaux, sont l'œuvre de l'architecte André Portier.
Le décor est de Clair Claude Francin.
La porte Dijeaux est en pierre de Frontenac, pierre dure et dense, habituellement utilisée pour les fondations d’un bâtiment (pour les parties supérieures on utilise habituellement la pierre de Bourg). On peut remarquer dans cette pierre poreuse, des sédiments de coquilles.
Son nom est en rapport avec le temple de Jupiter qui se dressait à cet emplacement à l'époque gallo-romaine. Le nom vient de la déformation du gascon « De Jòu » (de Jupiter) qui est la langue traditionnelle de Bordeaux.

#### Porte de Bourgogne

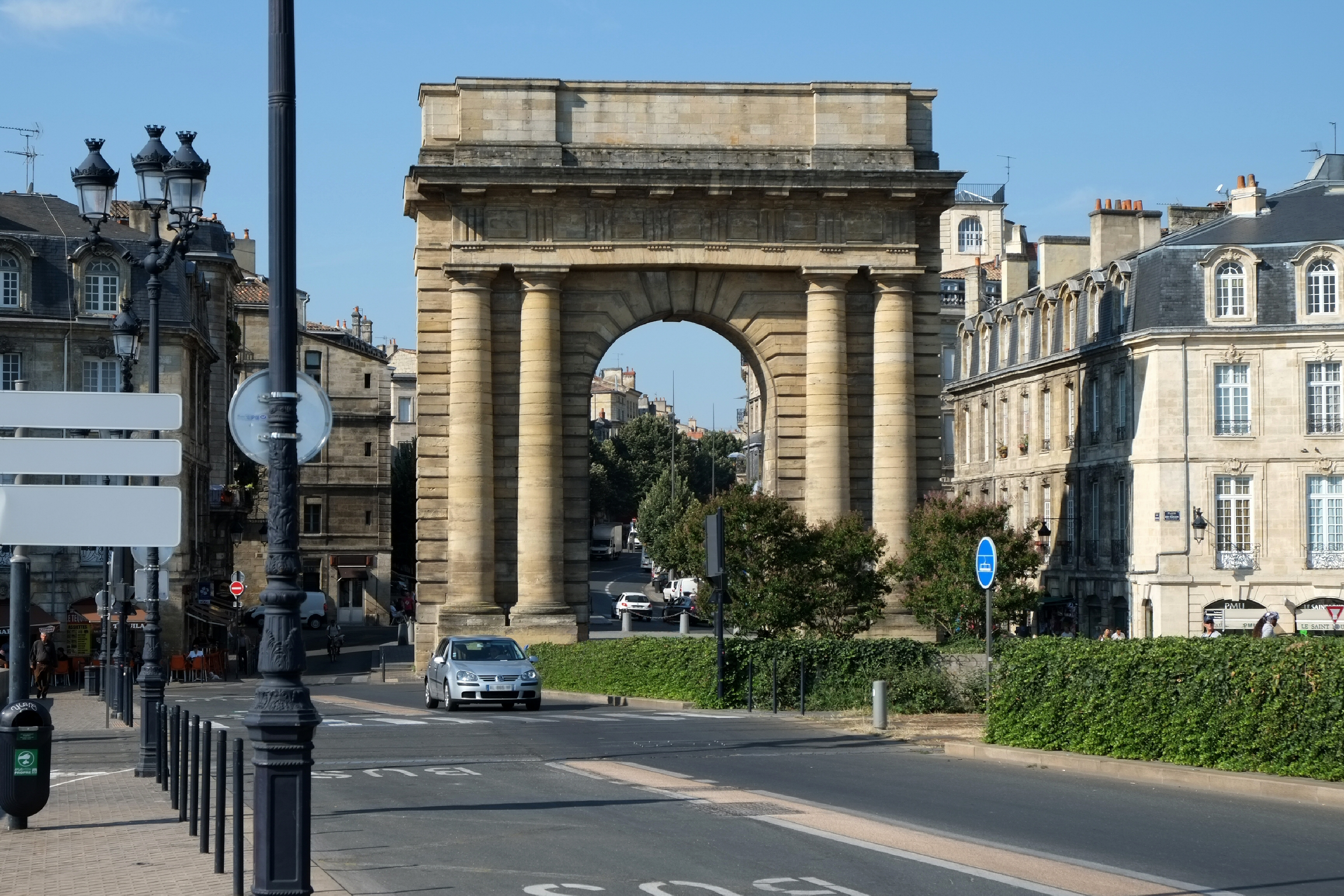
Porte de Bourgogne.

Appelée aussi Porte des salinières, elle est située face au Pont de Pierre et s'ouvre sur le Cours Victor Hugo.
Tourny souhaitait qu'elle constitue un accompagnement pour la Place Royale (Place de la Bourse) et la consacra au Prince Monseigneur le Duc de Bourgogne le 24 janvier 1757.
Sa conception se rapproche de celle des Arcs de Triomphe, tel que celui de Titus à Rome.
Elle a été un temps l'Arc Napoléon.

#### Porte de la Monnaie

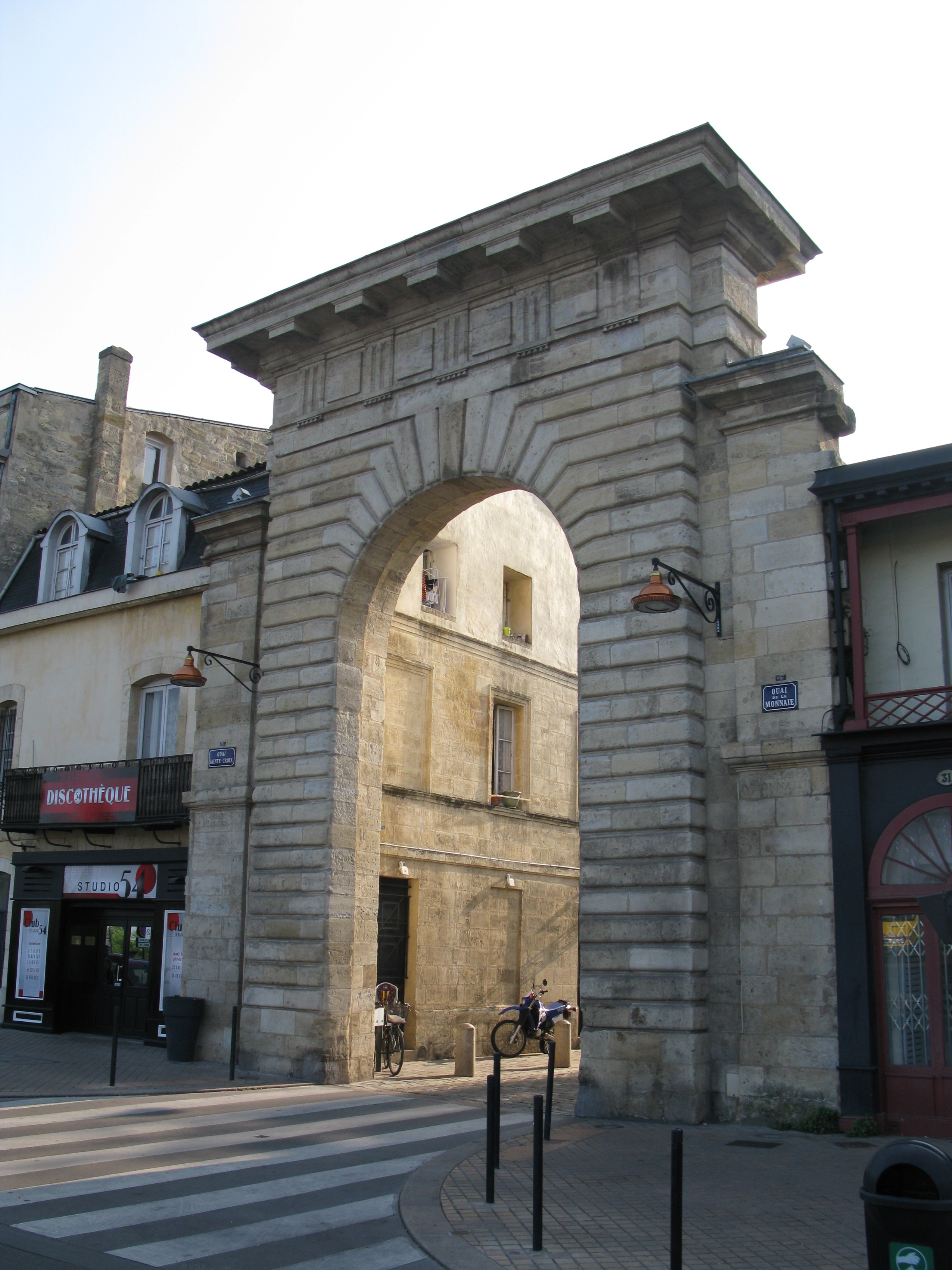
Porte de la monnaie.

Les murs de la ville empêchaient les habitants situés entre la porte de la Grave et la porte Sainte-Croix
de communiquer avec le port.
Sur proposition de l'intendant Tourny, les jurats ordonnèrent la construction d'une nouvelle porte le 15 juillet 1752. Le début de sa construction remonte au 19 janvier 1758. Elle fut achevée le 25 juillet 1759.
Le nom donné à la porte vient de l'atelier de la monnaie qui venait d'être déplacé de l'ancien Hôtel de la Bourse à proximité de l'endroit où fut érigée la porte.

#### Rue Sainte-Catherine

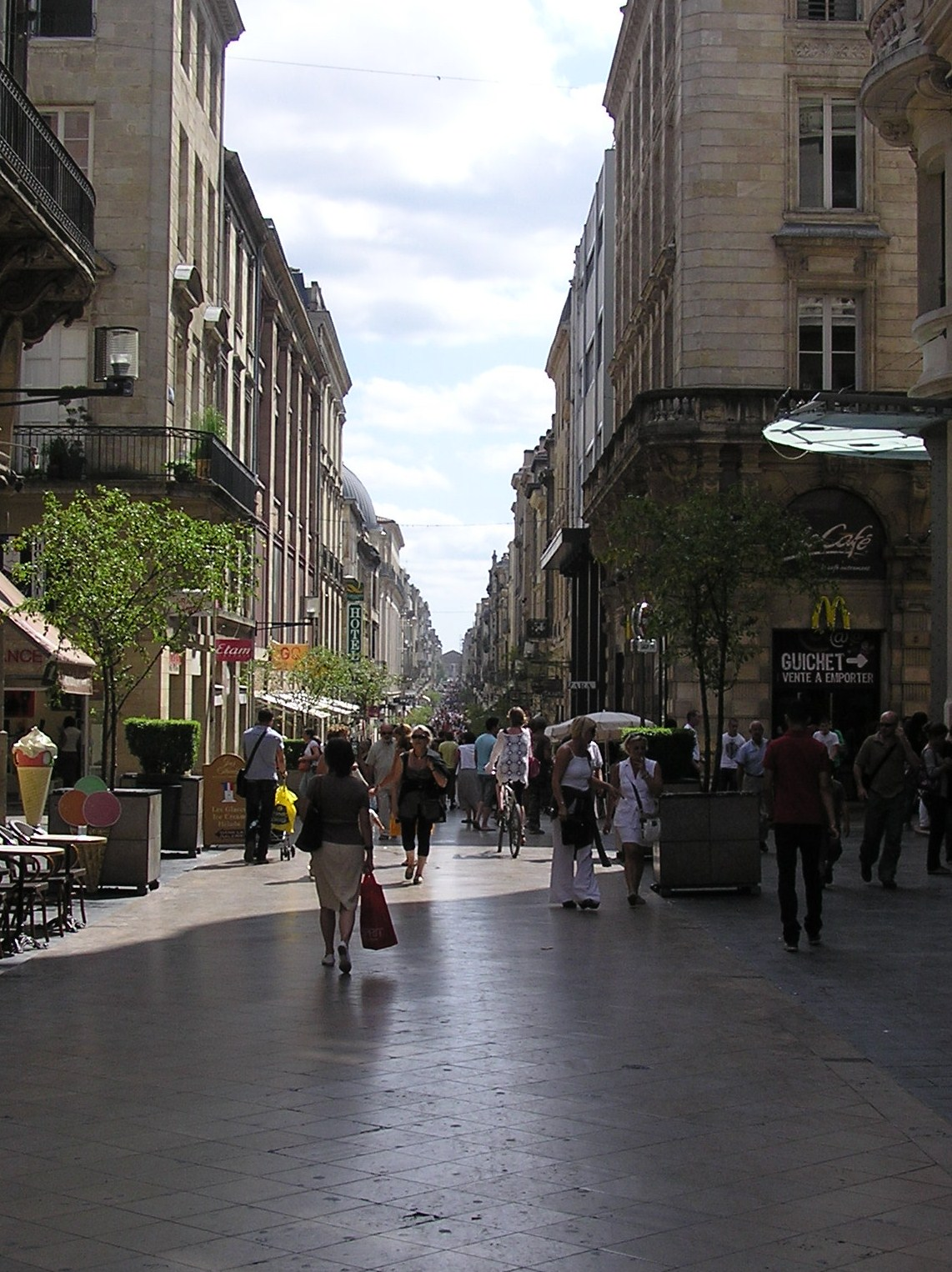
Rue Sainte-Catherine.

Principale rue de Bordeaux, c'est la plus longue rue piétonne d'Europe.
Jusqu'en 1772, près de la place de la Comédie, se trouvait la Porte Médoc. Depuis la Galerie Bordelaise réalisée en 1833 par Durand on aperçoit la Porte Dijeaux.
Au centre de la rue Sainte-Catherine se trouve la place Saint-Projet (évêque auvergnat mort en 674). La croix de carrefour fut restaurée en 1977; elle se trouvait au centre d'un cimetière depuis 1392. L'église se trouvait au sud de cette place et il en reste la tour clocher. La fontaine a été réalisée vers 1715.

#### Allées de Tourny

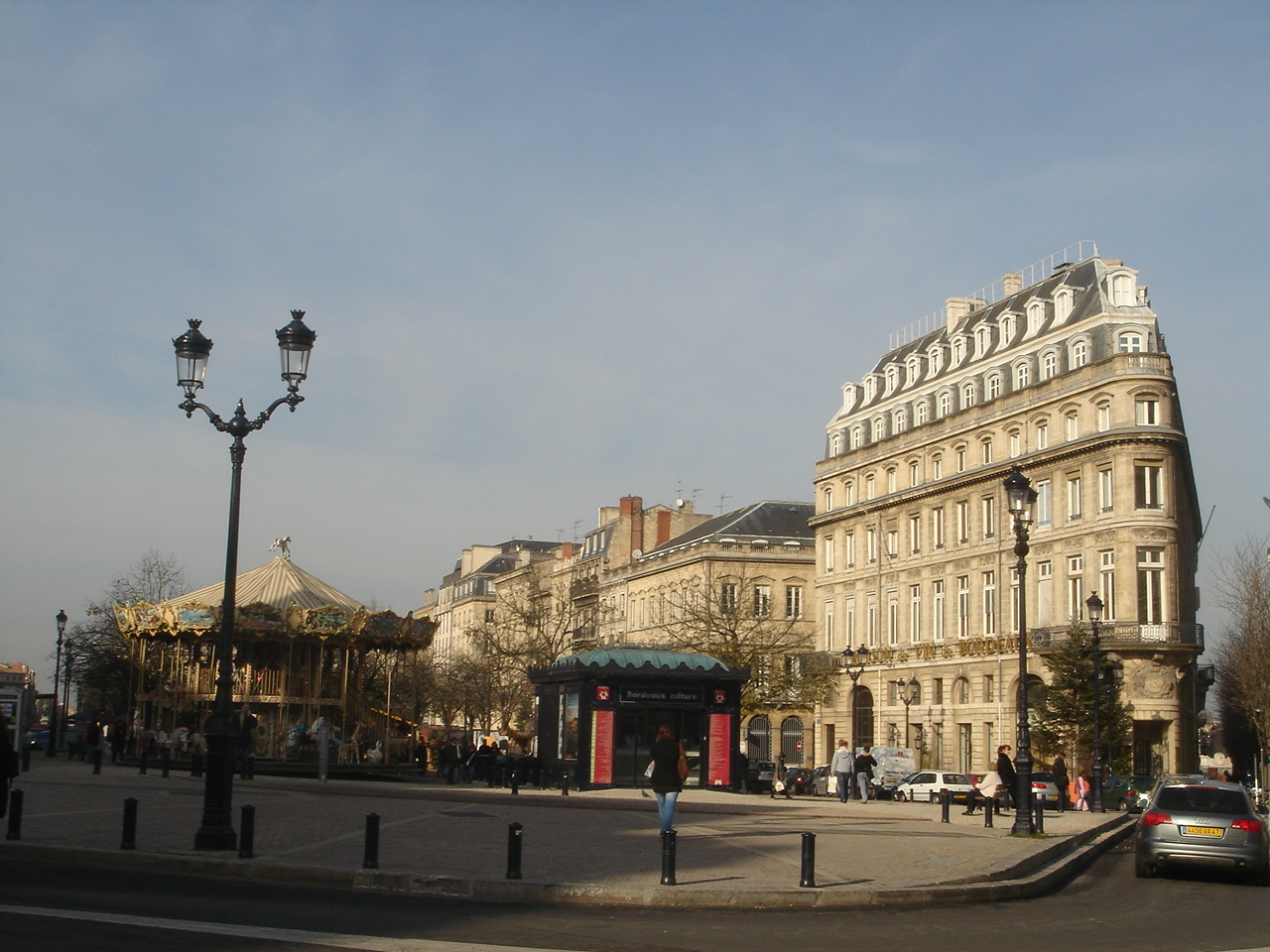
Allées de Tourny.

Cette esplanade fut aménagée entre 1743 et 1757 par l'intendant Tourny. Large de 65 mètres et longue de 265 mètres, elle est bordée du côté pair d'immeubles à façades Louis XV. Ces derniers ne comportaient à l'origine qu'un rez-de-chaussée et un étage. La plupart d'entre eux furent rehaussés après la destruction du château Trompette à l'emplacement de l'actuelle place des Quinconces car ils ne gênaient plus les tirs de canon. Les immeubles situés du côté impair ont été construits au XIXe siècle. Le carrousel est présent sur la place tout au long de l'année.

#### Place du Chapelet
Elle est construite consécutivement aux événements de 1675. Entre les allées de Tourny et le marché des Grands Hommes.

#### La Place Pey-Berland
La Place Pey-Berland est la place centrale de Bordeaux, on y trouve la Cathédrale Saint-André, la Tour Pey-Berland, le Palais Rohan (l'hôtel de ville de Bordeaux). La place est totalement réaménagée en 2004. En 2012, une statue représentant Jacques Chaban-Delmas est édifiée.

#### Palais Rohan (siège de l'actuelle mairie)

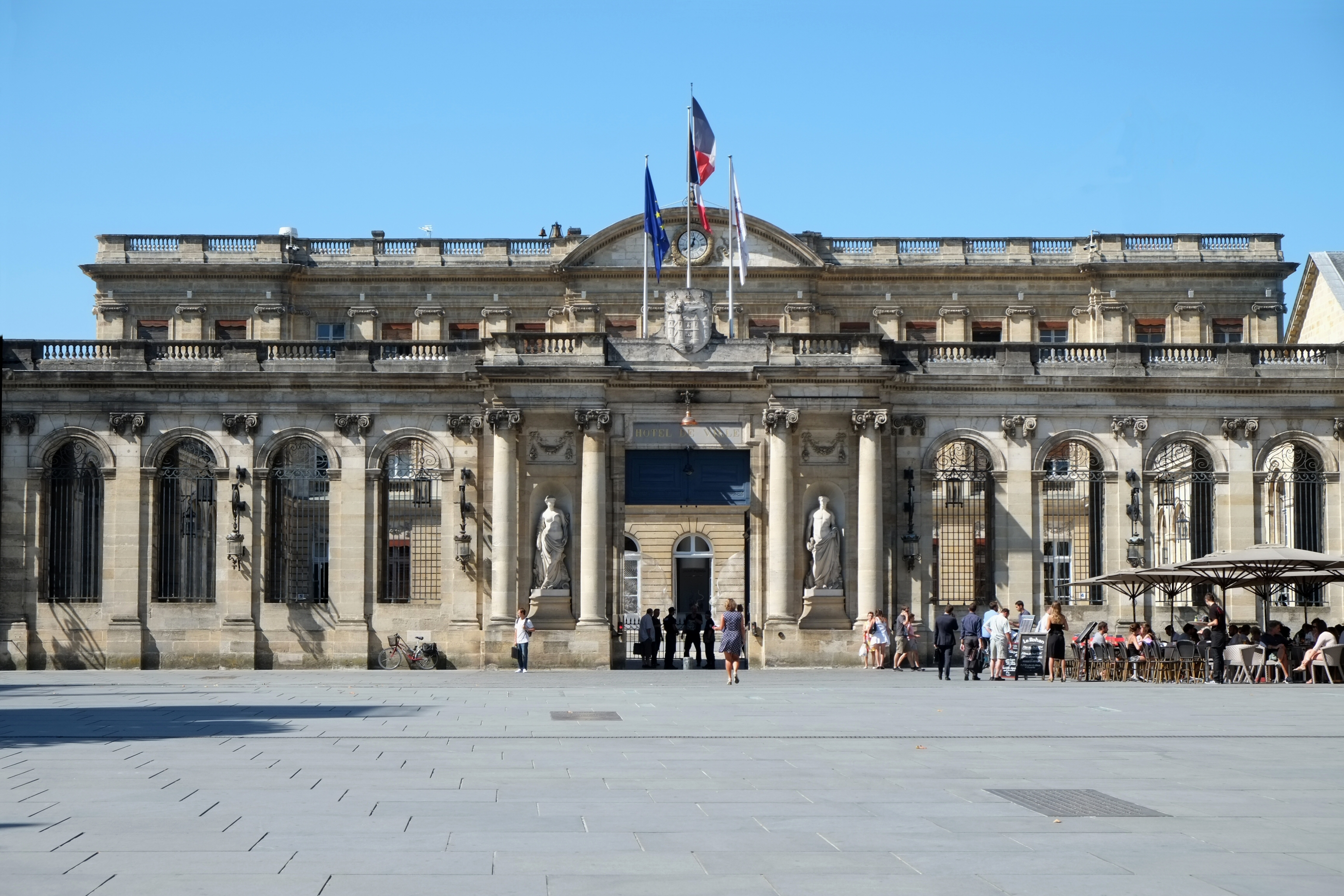
Palais Rohan.

Ancien palais archiépiscopal, construit entre 1771 et 1784. C'est l'archevêque Ferdinand Maximilien Mériadec de Rohan qui lui donne son nom puisque le palais fut construit à sa demande. Rohan commence par faire démolir les vieux bâtiments proches de la cathédrale puis les vieil archevêché. Il obtient du roi Louis XV, en 1771, l'autorisation de construire un palais digne de lui en vendant 30 hectares de terrains marécageux situés à côté. Joseph Étienne est le premier architecte, il sera remplacé en 1776 par Richard Bonfin. Le sieur Poirier est le conducteur de travaux. En 1780, le palais est quasiment fini mais Monseigneur de Rohan est nommé archevêque de Cambrai. Il terminera sa carrière comme aumônier de l'impératrice Joséphine.
Il devint l’hôtel de ville de Bordeaux en 1835 après avoir été résidence impériale de Napoléon Ier.

#### Grand Théâtre

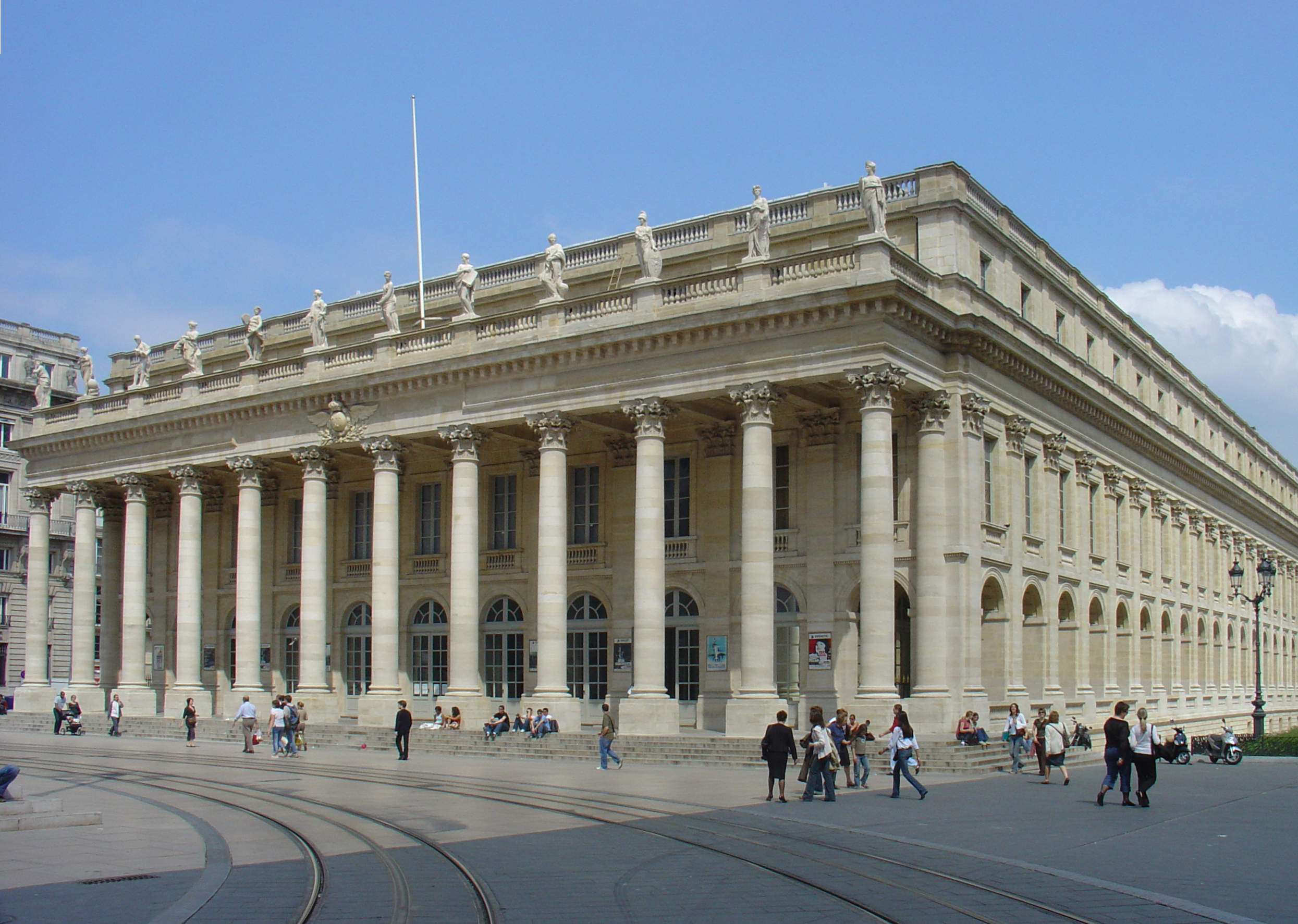
Grand Théâtre.

La place de la Comédie se trouve sur l'emplacement du forum gallo-romain où étaient situés les Piliers de Tutelle (Tutela, déesse protectrice de la ville), rasés sur ordre de Louis XIV, après les troubles de la Fronde puis une sanglante révolte antifiscale, pour faciliter le tir des canons du château Trompette sur la cité rebelle.
Classé monument historique, le Grand Théâtre a été édifié par l’architecte Victor Louis entre 1773 et 1780. Exemple parfait d'un théâtre à l'italienne. Dernière restauration en 1991. Depuis il a retrouvé sa décoration intérieure d'origine (marbre, o] et bleu). Il est aujourd'hui considéré comme l'un des plus beaux théâtres français.
Le péristyle de sa façade, inspiré de l’Antiquité, est supporté par 12 colonnes corinthiennes. La balustrade est ornée de douze statues de pierre représentant les 9 muses et 3 déesses : (Junon, Vénus, Minerve). Certaines scènes du film Beaumarchais, l'insolent y ont été tournées.

#### Grand Hôtel de Bordeaux

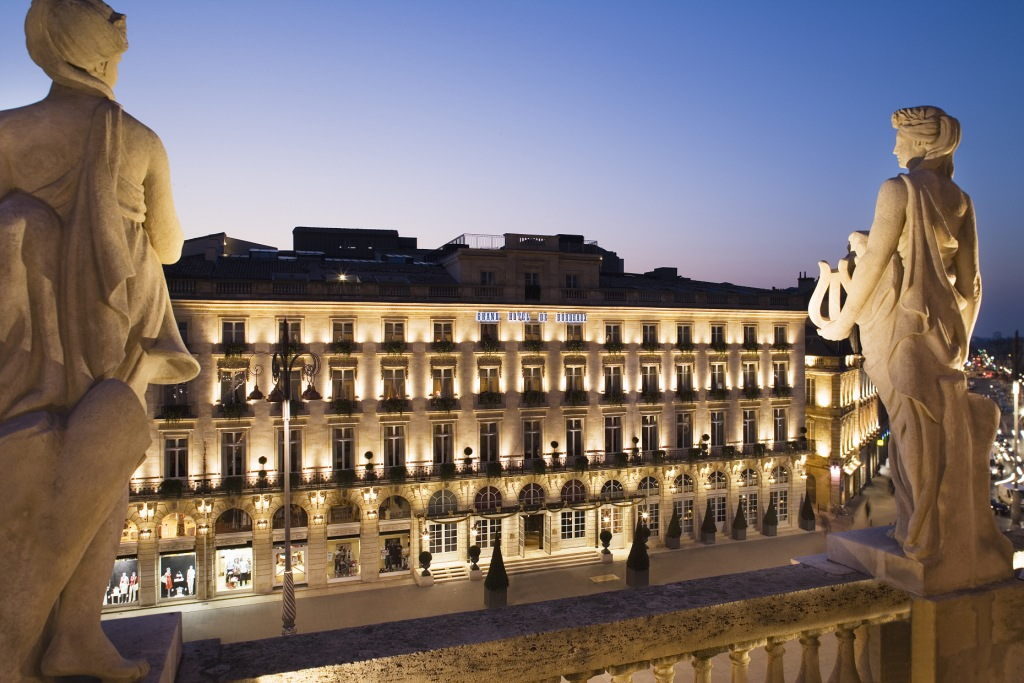
Grand Hôtel de Bordeaux & Spa.

Le Grand Hôtel de Bordeaux & Spa est un hôtel de luxe situé à Bordeaux, Place de la Comédie face au Grand Théâtre. Sa façade de style néoclassique, est en harmonie avec celle du Grand Théâtre, toutes deux étant créées par l’architecte Victor Louis en 1776.

#### Cours de l'Intendance

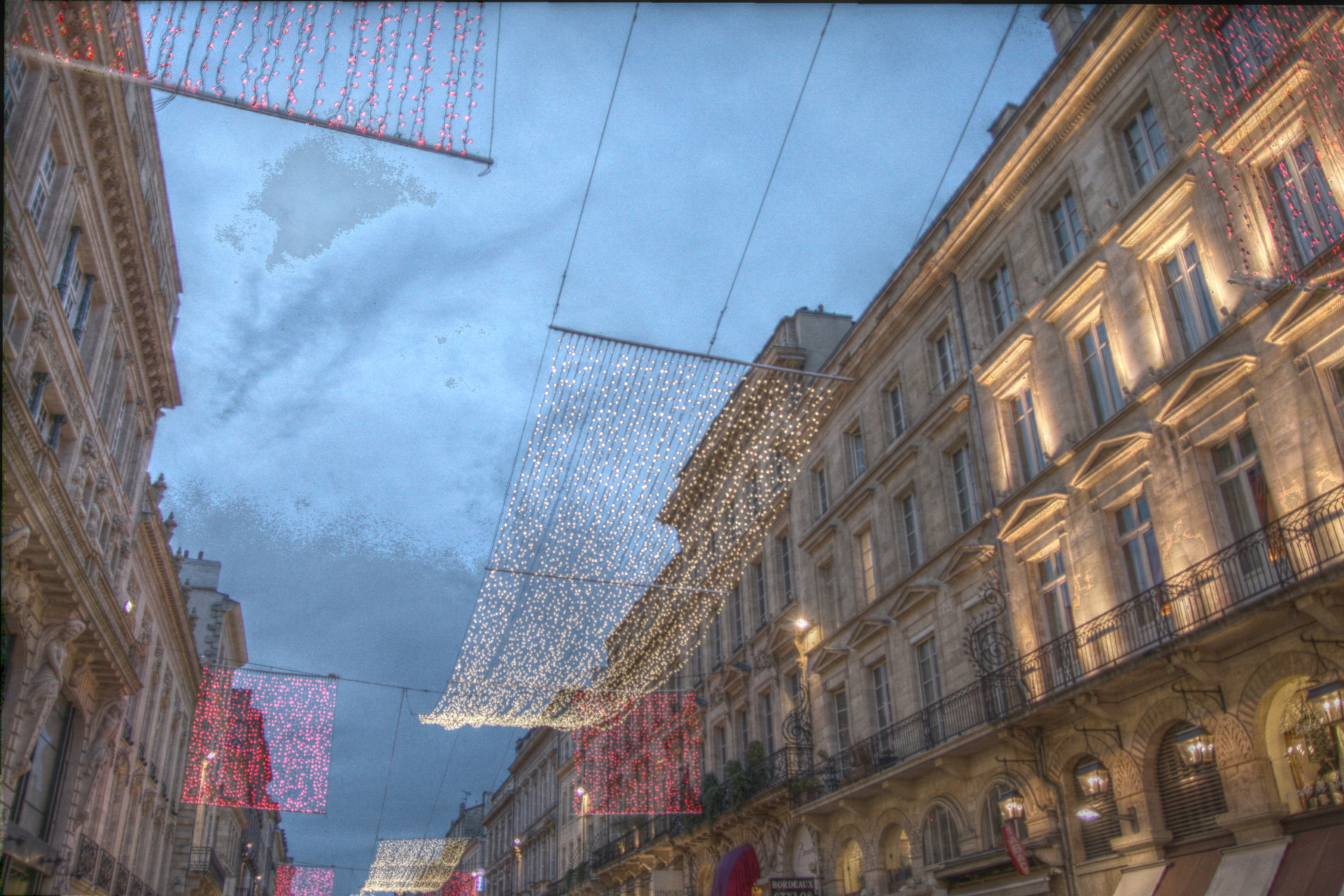
Cours de l'Intendance.

Il relie la place de la Comédie à la place Gambetta. Avec le cours Georges-Clemenceau et les allées de Tourny, il forme un triangle dont le centre est la place des Grands Hommes, triangle appelé par les Bordelais le « triangle d’or » puisque les magasins les plus prestigieux de la ville y sont regroupés. Le tracé du cours de l'Intendance correspond à celui des fossés nord de la première enceinte fortifiée de la ville, au IVe siècle.
Au XIe siècle, les Bordelais comblent ces fossés et créent une rue à laquelle ils donnent le nom de « fossés de Campaure ». Par la suite, cette rue changea encore plusieurs fois de nom : « fossés de l'Intendance » en 1707, « fossés Marat » sous la Révolution.

#### Hôtel de Saige
Construit par Victor Louis entre 1775 et 1777 pour François-Armand de Saige, en s'inspirant du palais Mancini (Rome). Situé au no 25 du cours du Chapeau-Rouge (au niveau de l'intersection avec la rue Louis).

#### Petit hôtel Labottière
Le petit hôtel Labottière est un hôtel particulier situé à deux pas du Jardin public. Il constitue un remarquable exemple d'architecture néoclassique du XVIIIe siècle. Classé monument historique, il a été édifié entre 1783 et 1788 par l'architecte Etienne Laclotte pour Étienne Labottière. L’hôtel a fait l’objet d'une rénovation dans le goût de l'époque.

#### Pont de pierre

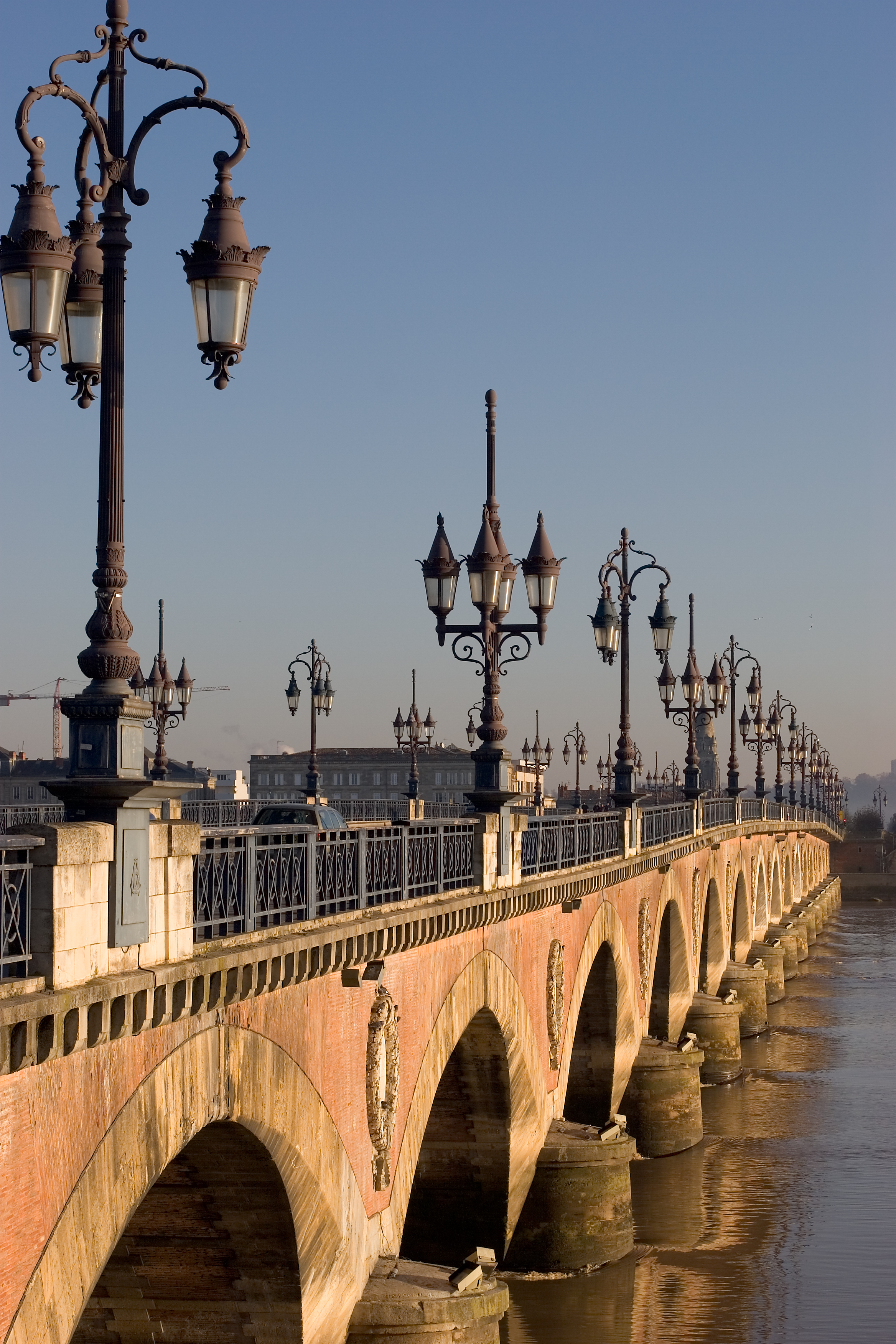
Pont de pierre.

Il relie la rive gauche au quartier de la Bastide. Premier pont sur la Garonne, il fut construit sur ordre de Napoléon Ier entre 1810 et 1822, d'après les plans de Claude Deschamps. Il mesure 486 m de longueur et 19 m de largeur. Les premières assises de la maçonnerie des piles ont été mises en place grâce à des caissons compartimentés de 23 m de longueur, de 7,40 m de largeur et de 6 m de hauteur. Durant douze ans les bâtisseurs durent faire face à de nombreux problèmes en raison du courant très fort à cet endroit-là. C'est grâce à une cloche à plongée empruntée aux Britanniques que les piliers du pont purent être stabilisés. Il compte dix-sept arches (nombre de lettres dans le nom de Napoléon Bonaparte). Sur les côtés, chaque pile de briques est rehaussée d'un médaillon blanc en l'honneur de l'empereur. Il porte aussi les petites armoiries de la ville (les trois croissants entrelacés). Ce pont fut le seul jusqu'à la construction du pont Saint-Jean en 1965.

#### Place de la République et Palais de Justice de Bordeaux

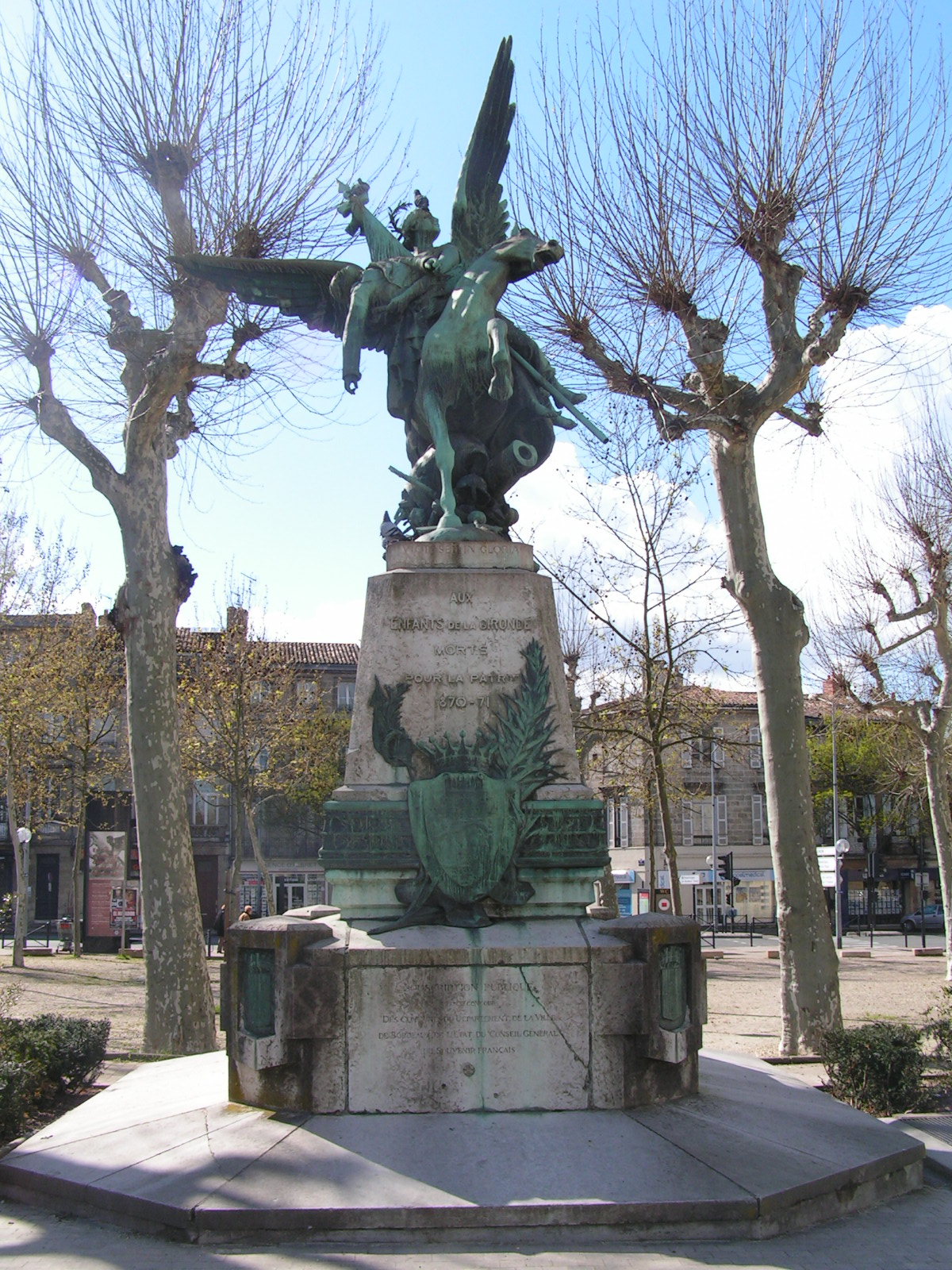
Monuments aux morts.

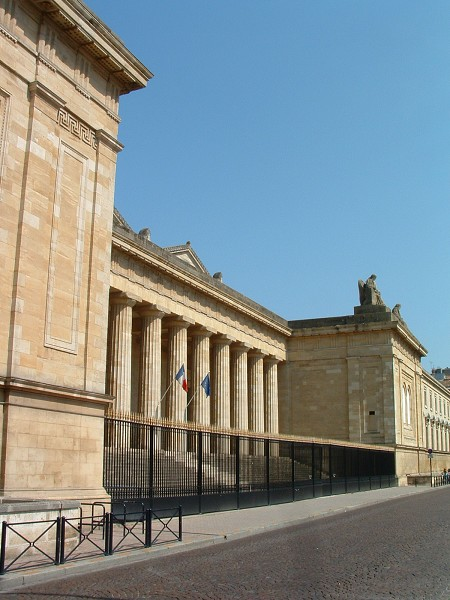
Palais de Justice.

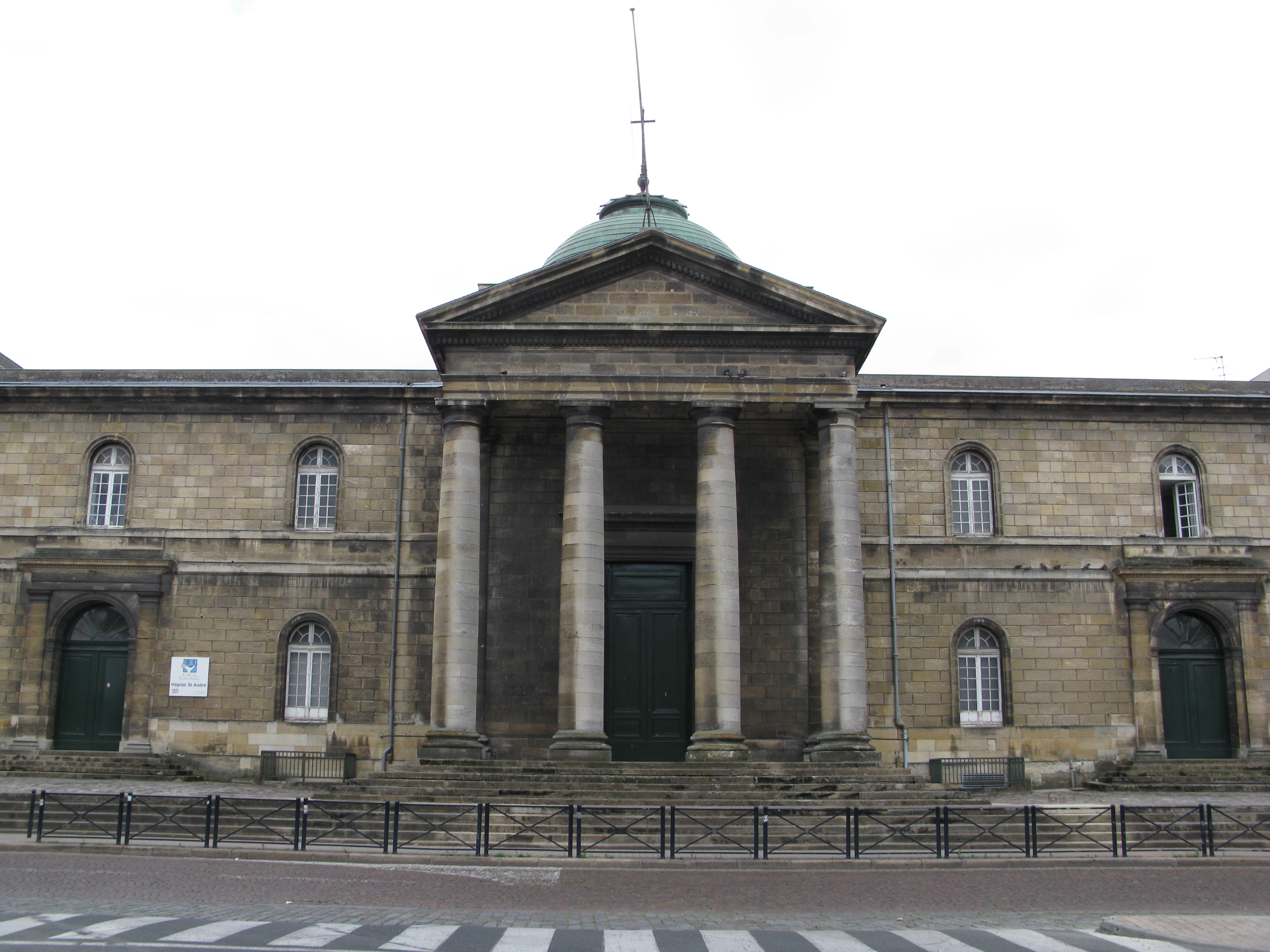
Hôpital Saint-André.

La place de la République de Bordeaux est encadrée par l'hôpital Saint-André (construit par Jean Burguet entre 1825 et 1830) et le Palais Thiac qui se font face. Y figure également le Monument aux morts de la guerre de 1870 (de J. Achard).
Le palais de Justice a été construit entre 1839 et 1846 sur l'emplacement de l'ancien fort du Hâ d'après des dessins réalisés en 1836 par l'architecte Joseph-Adolphe Thiac, qui avait présenté une dizaine de projets, entre 1831 et 1864, tous rejetés. Sa construction a coûté le double de la somme prévue (deux millions de francs).
Sur sa longue façade principale (inspirée du temple d'Aphaïa), un péristyle monumental (inspiré du Parthénon) à douze colonnes doriques, surmonté de trois frontons triangulaires, s'ouvre, en retrait de deux larges avant-corps, sur un escalier très large.
Sur la toiture plate des avant-corps, quatre personnages sont sculptés par le bordelais Dominique Fortuné Maggesi : Montesquieu et Michel de L'Hospital à droite, Malesherbes et D'Aguesseau à gauche.
De style néoclassique marqué par l'influence gréco-romaine, l'ensemble est conçu pour manifester la solennité et rigueur de la justice.
La Cour d'assises était au centre, les salles d'audiences de la Cour royale et du Tribunal civil réparties à droite et à gauche d’une vaste salle des Pas-perdus rectangulaire et la prison du Hâ, conçue sur le modèle du système cellulaire de Pennsylvanie, à l'arrière de l'édifice.
Les procès de Marie Besnard et de Maurice Papon s'y sont déroulés
Une extension du palais de justice a été réalisée en 1998 par le cabinet Richard Rogers.

Extension du palais de justice

#### Musée d'Aquitaine

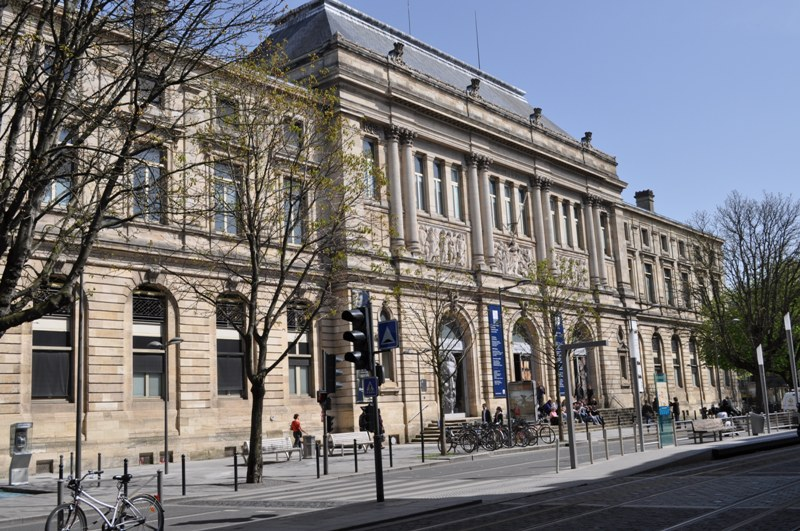
Musée d'Aquitaine.

Le musée d'Aquitaine rassemble les objets et les documents liés à l'histoire de Bordeaux et de l'Aquitaine, de la Préhistoire à l'Époque contemporaine. Le musée emménage en 1987 dans les bâtiments de l’ancienne faculté des lettres et des sciences, construits en 1885.

#### Monument aux Girondins

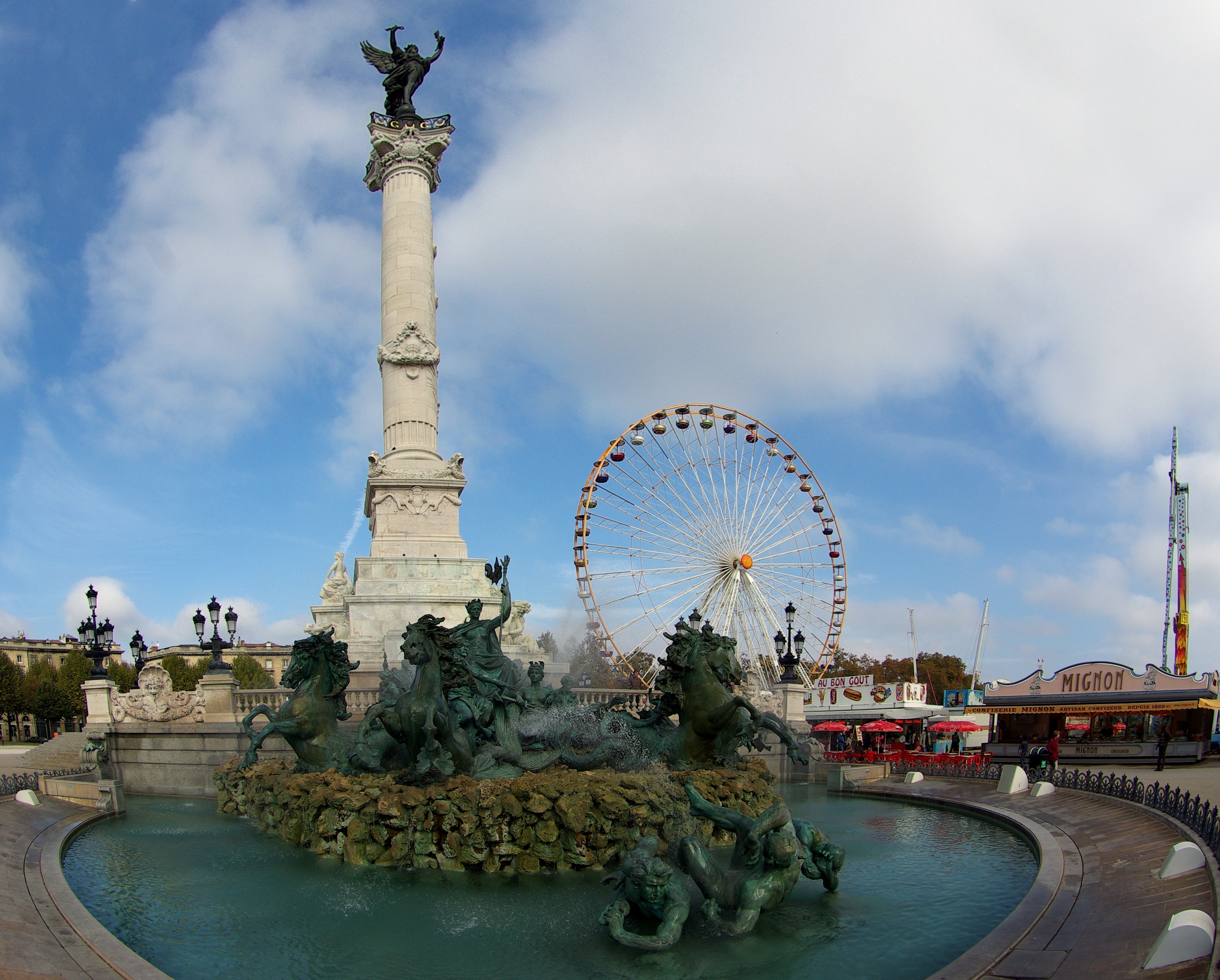
Monument aux Girondins.

C'est en 1881, à l'approche du centenaire de la Révolution, que la ville de Bordeaux émit le vœu d'ériger ce monument aux Girondins et à la République, à la mémoire des députés Girondins victimes de la Terreur, apportant ainsi les preuves de sa fidélité à la IIIe République et à ses anciens. Mais le monument ne fut construit qu'entre 1894 et 1902 sur la place des Quinconces, où trônait jadis le château Trompette. L'esplanade des Quinconces est la plus vaste place d'Europe (126 000 m²) et elle se situe au cœur de Bordeaux.
Le monument a été conçu par l'architecte Victor Rich, le sculpteur bordelais Achille Dumilâtre ainsi que Félix Charpentier et Gustave Debrie. Ils ont élevé une colonne, placée au centre de deux demi-bassins, surmontée à 43 mètres du sol, par le Génie de la Liberté brisant ses fers. D'autres statues complètent l'ensemble : le Coq Gaulois, la Tribune, l’Éloquence et l’Histoire, tournées vers le fleuve, constituent la dédicace de ce monument aux députés Girondins ; de l'autre côté, regardant vers la ville, trois statues de femmes représentent la ville de Bordeaux, la Garonne ainsi que la Dordogne. Enlevés durant la Seconde Guerre mondiale pour récupérer le métal, tous ces éléments ne retrouveront leur place initiale qu'en 1983.
Dans le bassin tourné vers le Grand Théâtre, c’est « le Triomphe de la République » qui a été choisi comme thème, avec des statues représentant le travail et la sécurité, symbolisés par le Forgeron et le Lion. Dans le second bassin, orienté vers le jardin public, c’est le Triomphe de la Concorde qui protège la Fraternité et l’ Abondance, source de la prospérité du Commerce et de l’ Industrie, symbolisés par les trois enfants à gauche, tandis que les Arts sont représentés par les trois autres enfants à droite. Dans ce bassin, les chevaux de Gustave Debrie amènent le Bonheur - exprimé par un dauphin - au chérubin.

#### Synagogue de Bordeaux

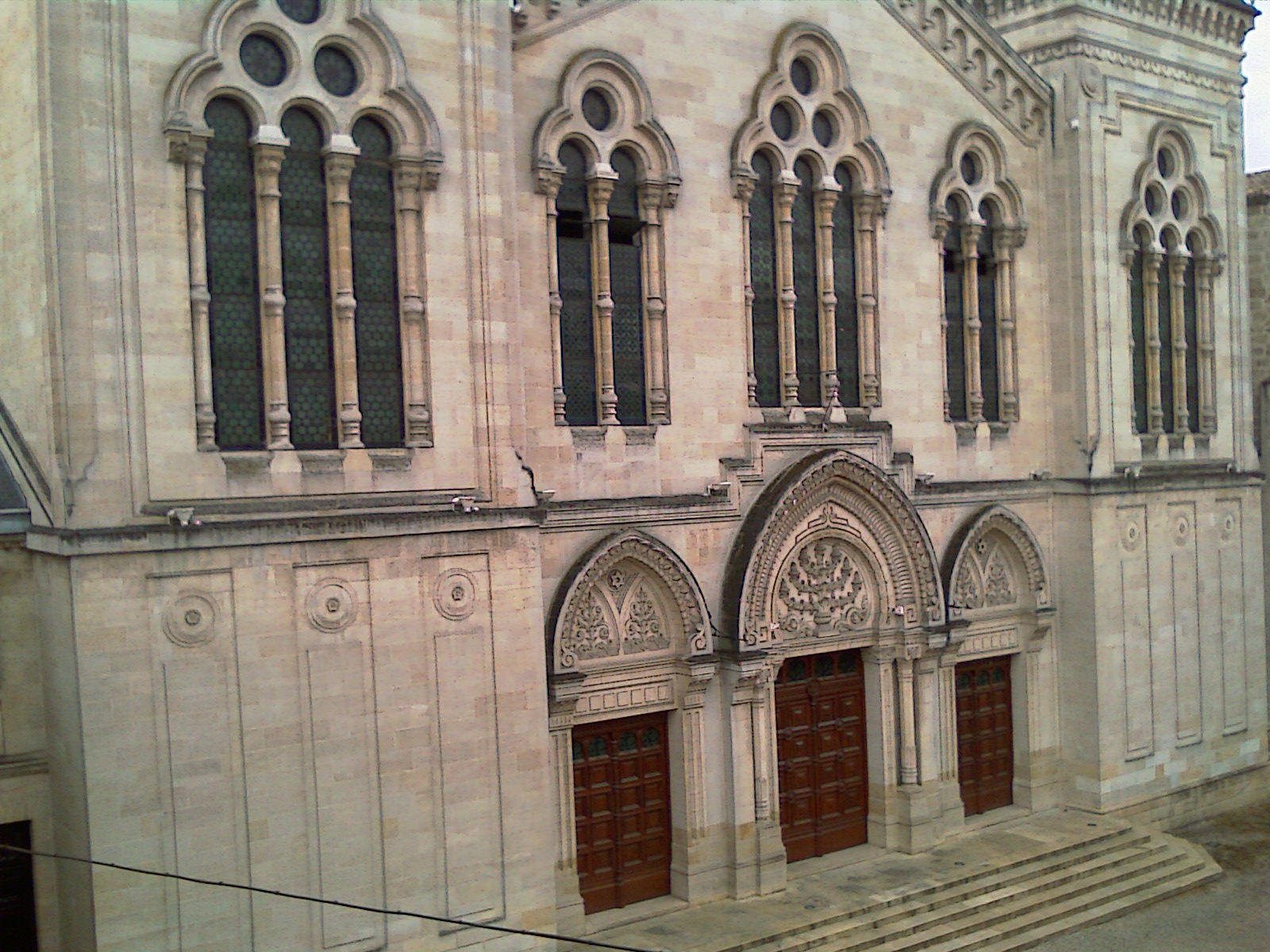
Façade de la synagogue.

La synagogue de Bordeaux (rue du grand rabbin Joseph Cohen) compte parmi les plus grandes synagogues d'Europe.
Œuvre de l'architecte Charles Durand, ce grand édifice d'inspiration gothique et orientale, terminé en 1882, est le siège de la communauté métropole du judaïsme sépharade venue d'Espagne. Il fut transformé en lieu de détention de fin 1943 jusqu'à la Libération (mobilier détruit ou pillé en novembre 1943, mais architecture intacte) . La couverture de l'édifice est une structure métallique porteuse en tôle rivetée réalisée par les ateliers de Gustave Eiffel ; elle permet de dégager un espace intérieur de grande ampleur. L'ossature métallique est dissimulée sous un stucage peint.
Elle abrite une monumentale menorah (chandelier à sept branches) de plus de dix mètres de hauteur.

#### Gare Saint-Jean

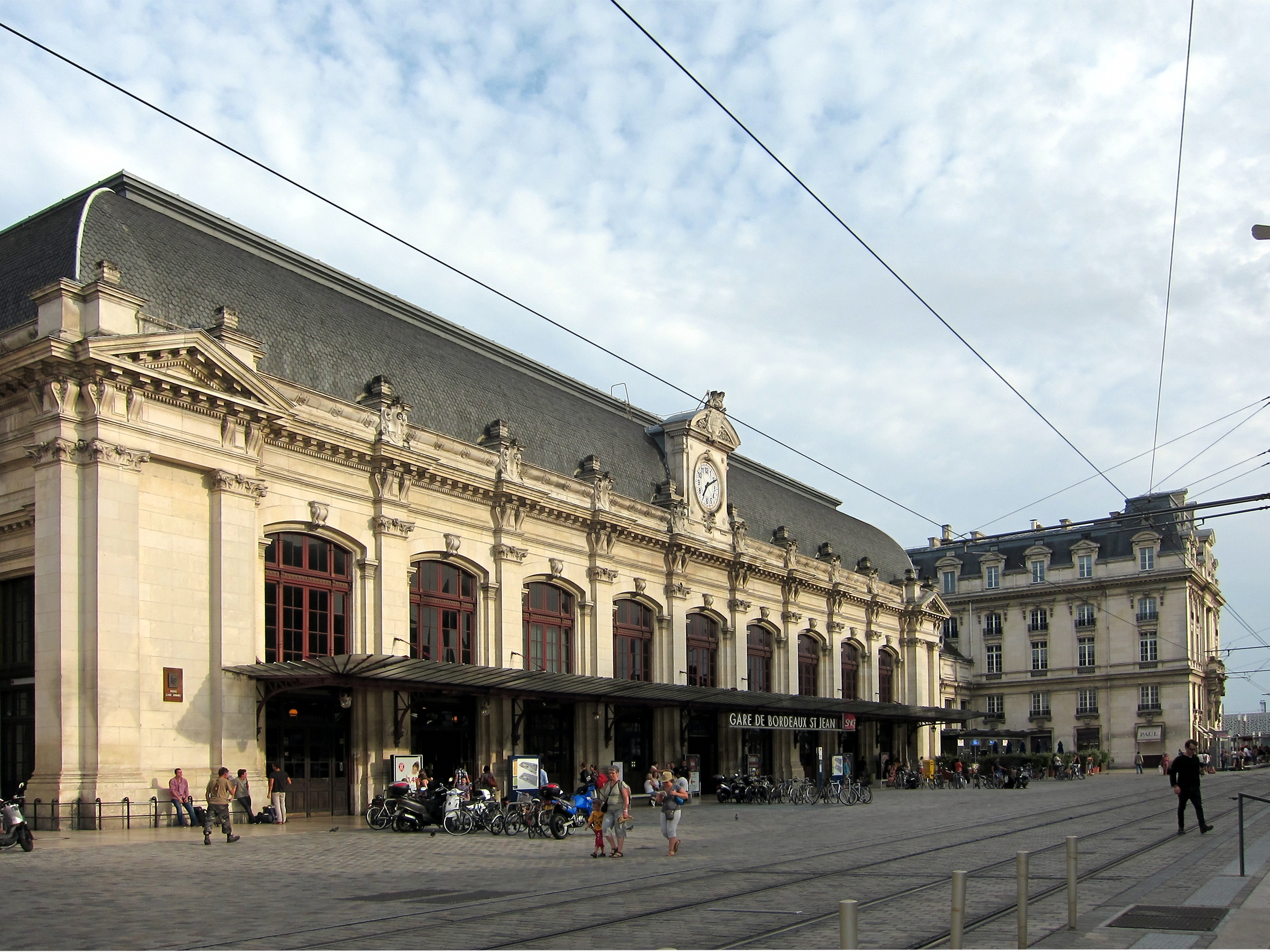
Façade de la Gare Saint-Jean.

Construite à la fin du XIXe siècle par la Compagnie du Midi, la gare Bordeaux-Saint-Jean est située au bout du Cours de la Marne. À l'époque de son édification, elle remplace l'ancienne gare Bordeaux-Ségur devenue trop petite. Saint-Jean devient alors la gare principale de Bordeaux aux dépens de la gare d'Orléans (Bordeaux-Bastide) située sur la rive droite du fleuve.
La salle des départs est une superbe et immense salle datant du XIXe siècle construite sur deux niveaux et éclairée par une vaste verrière. Dans le hall de départ est peinte une vaste carte des lignes du réseau de la compagnie du Midi, de Bordeaux à Sète. Cette très belle carte a malheureusement été amputée à l'occasion des travaux de rénovation de la gare, dans les années 1980, pour créer un passage entre deux espaces. La partie amputée correspond à l'essentiel du massif des Pyrénées et des lignes de montagne de l'ancien Midi (en particulier dans l'Ariège et l'Aude).
La verrière surplombant les voies est la plus grande d'Europe. Elle est l'œuvre de Gustave Eiffel, qui a également conduit en tant que maître d'œuvre (et non concepteur) les travaux de construction du pont ferroviaire appelé passerelle Eiffel utilisé jusqu'en 2008 pour traverser la Garonne et qui permettait à la gare Saint-Jean d'être reliée à tout le réseau de trains au nord de la Garonne. Un nouvel ouvrage à quatre voies le remplace depuis cette date, permettant d'augmenter sensiblement la cadence des passages de trains.
La gare, ainsi que sa verrière métallique couvrant les voies, fait l'objet d'une inscription au titre des monuments historiques depuis le 12 décembre 1984.

#### Passerelle Eiffel

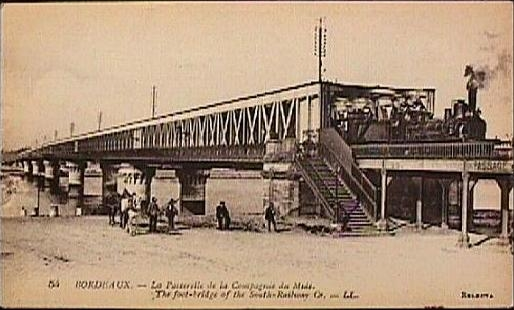
Passerelle Eiffel en 1900.

La passerelle Eiffel ou passerelle Saint-Jean est un ancien pont métallique ferroviaire situé sur la Garonne à Bordeaux.
Elle est construite de 1858 à 1860. Conçue par Stanislas de la Laroche-Tolay avec Paul Régnauld comme ingénieur en chef et son jeune collaborateur Gustave Eiffel qui assure la conduite des travaux.
Dans le cadre du projet Euratlantique, la passerelle deviendra un franchissement piéton à l'horizon 2020.

#### Bourse maritime

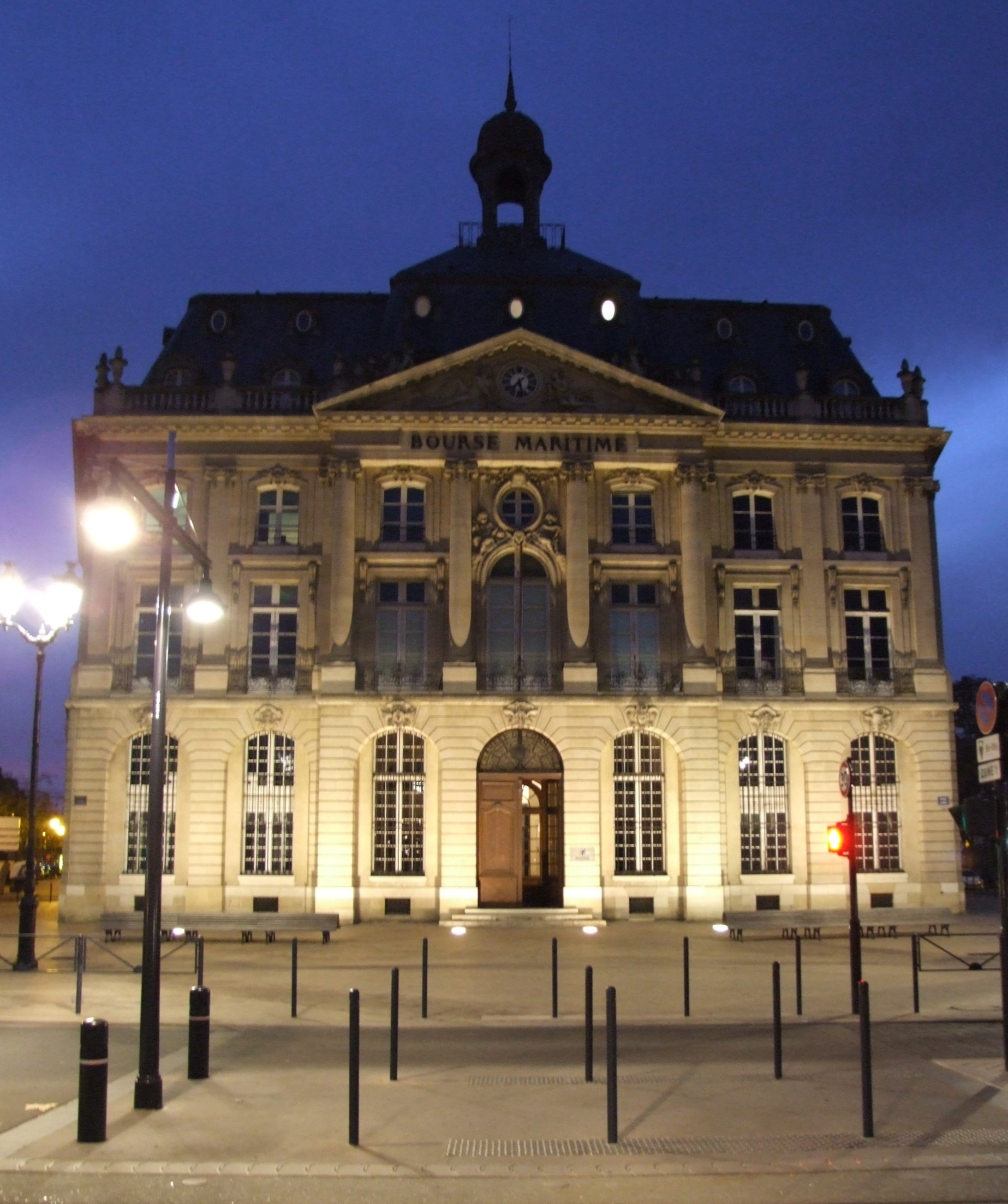
La bourse maritime

La bourse maritime de Bordeaux située 1, place Lainé, a été construite de 1921 à 1925; cet édifice est une réplique du pavillon central de la place de la Bourse édifié par Jacques V Gabriel. Pour décorer ce pastiche, le sculpteur Gaston Veuvenot Leroux reproduit un des frontons de Francin et des mascarons de la place de la Bourse.

#### Fontaines

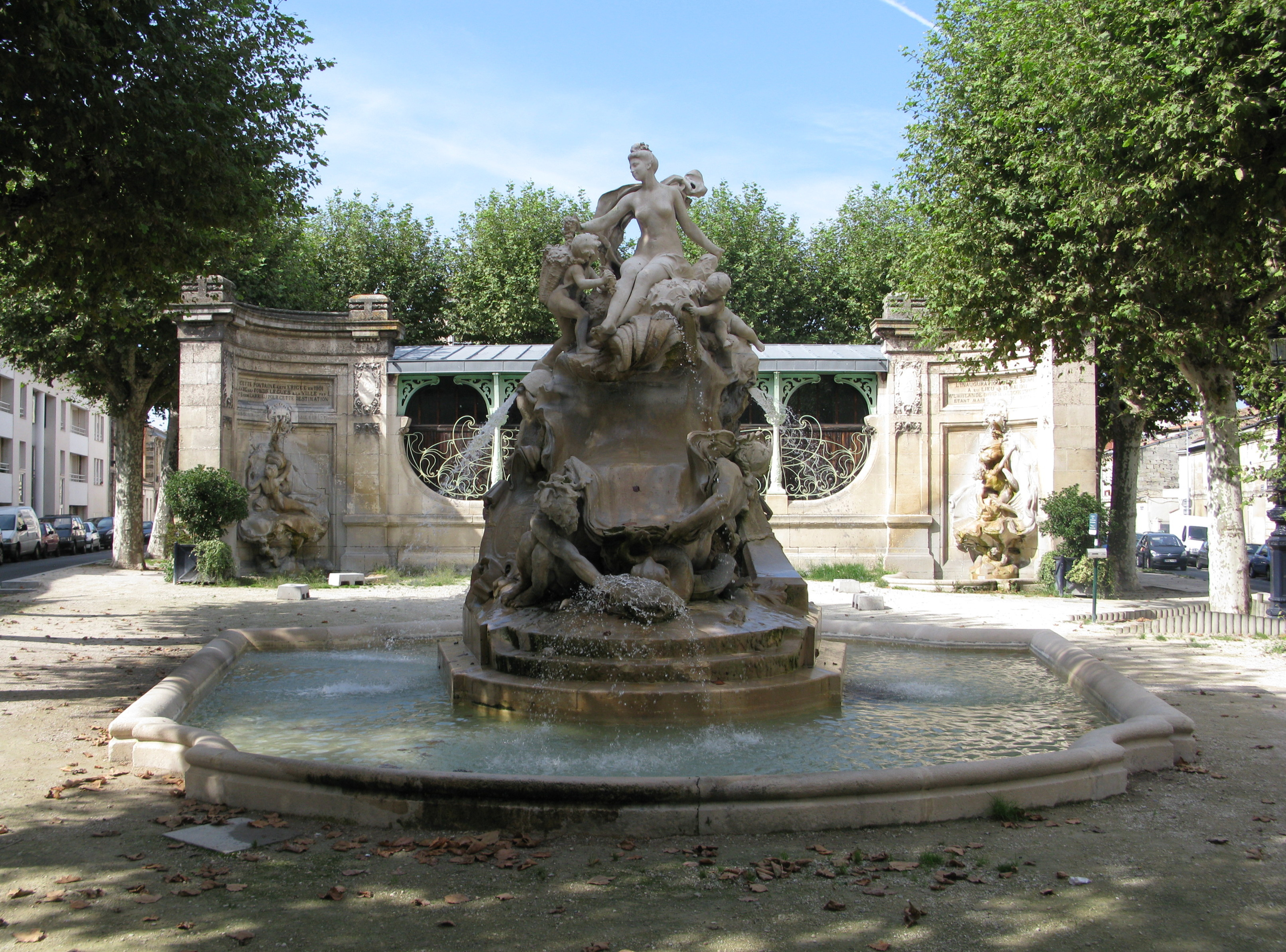
Place Amédée-Larrieu.

- Fontaine des Trois Grâces : située au centre de la place de la Bourse, elle a été dessinée par Louis Visconti, et réalisée par le sculpteur Charles Guméry et la fonderie Thiébaut frères en 1869.
- Place Amédée-Larrieu[11] : un groupe de trois fontaines érigé en 1901 par les architectes Édouard Bauhain et Barbaud, avec le sculpteur Raoul Verlet, au moyen des fonds légués à la ville pour cette destination par Eugène Larrieu. Le square est inauguré le 15 mai 1902 et classé monument historique depuis 1992[12].
- Place Charles-Gruet : fontaine style Renaissance réalisée en 1865 par l’architecte Louis Garros; sous le petit temple circulaire, une sculpture en ronde bosse représente la nymphe de la Fontaine d'Audège, œuvre du sculpteur Louis Coëffard de Mazerolles.
- Place du parlement : La fontaine du Parlement date du Second Empire. Elle fut installée en 1865, à l'initiative du maire de Bordeaux Guillaume-Henri Brochon. Elle a été dessinée par l'architecte bordelais Louis Garros.
- Quai des Salinières : La fontaine de la Grave, construite en 1788, est située sur les bords de la Garonne dans le quartier Saint-Michel.

#### Monuments détruits sous le régime de Vichy dans le cadre de la mobilisation des métaux non ferreux

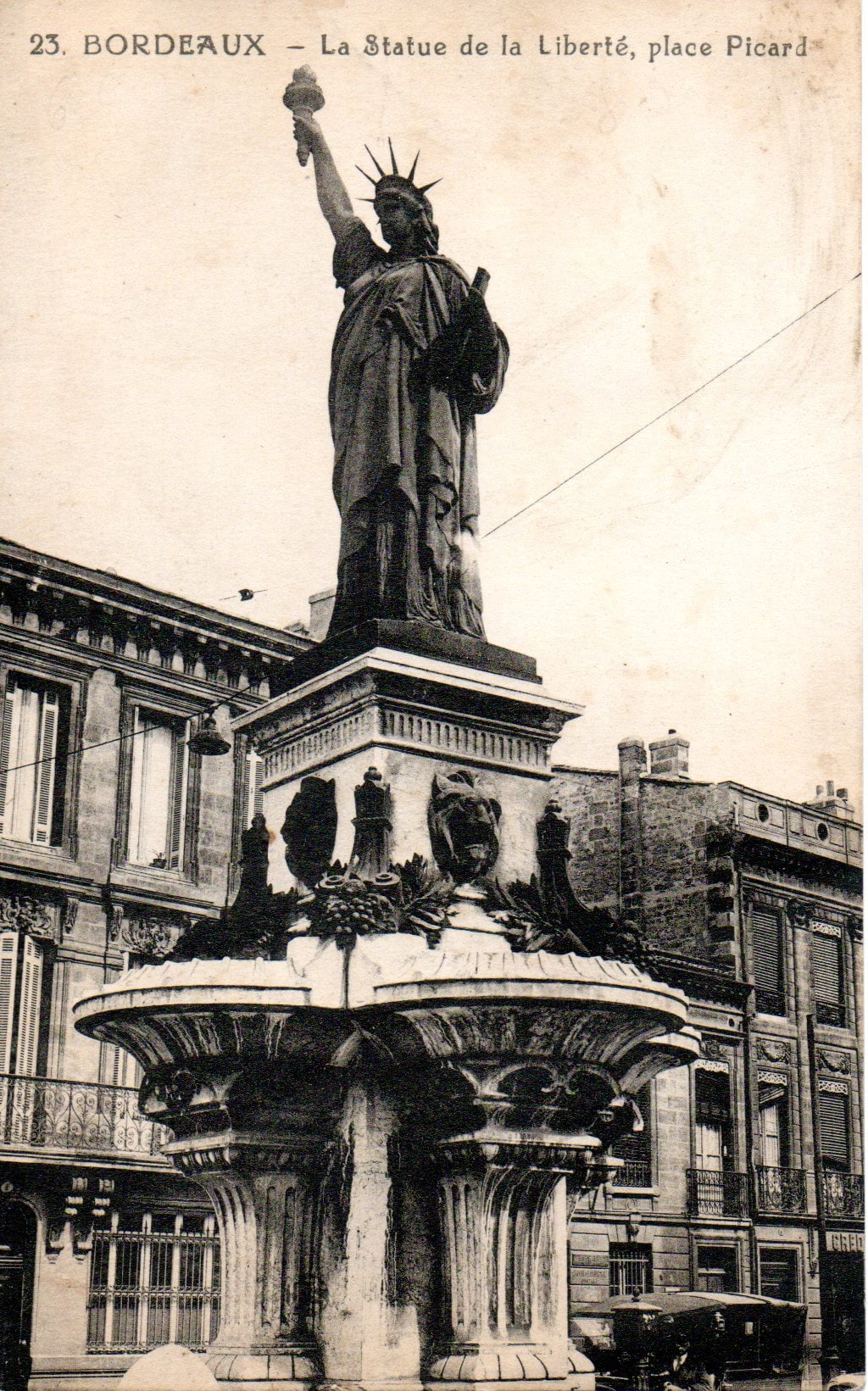
Statue de la Liberté, Place Picard.

- Bronzes ornementaux du Monument aux Girondins, place des Quinconces, heureusement récupérés intacts à Angers après la fin de la guerre.
- Statue de Louis XVI au musée de la mairie.
- Bustes de Beethoven et de Mezurat au Grand Théâtre.
- Statue de Vercingétorix aux allées Damour (actuelle place Saint-Seurin).
- Statue de la Liberté sur la place Picard.
- Statue de Sadi Carnot sur la place Jean Jaurès.
- Buste de Léo Drouyn par Leroux dans le square Saint-André (remplacé par un buste en pierre en 1947).
- Bustes d'Alexis Millardet, d'Ulysse Gayon, de Carle Vernet et de Léon Valade dans le Jardin public.

### Patrimoine moderne

#### Art déco bordelais: le plan Marquet

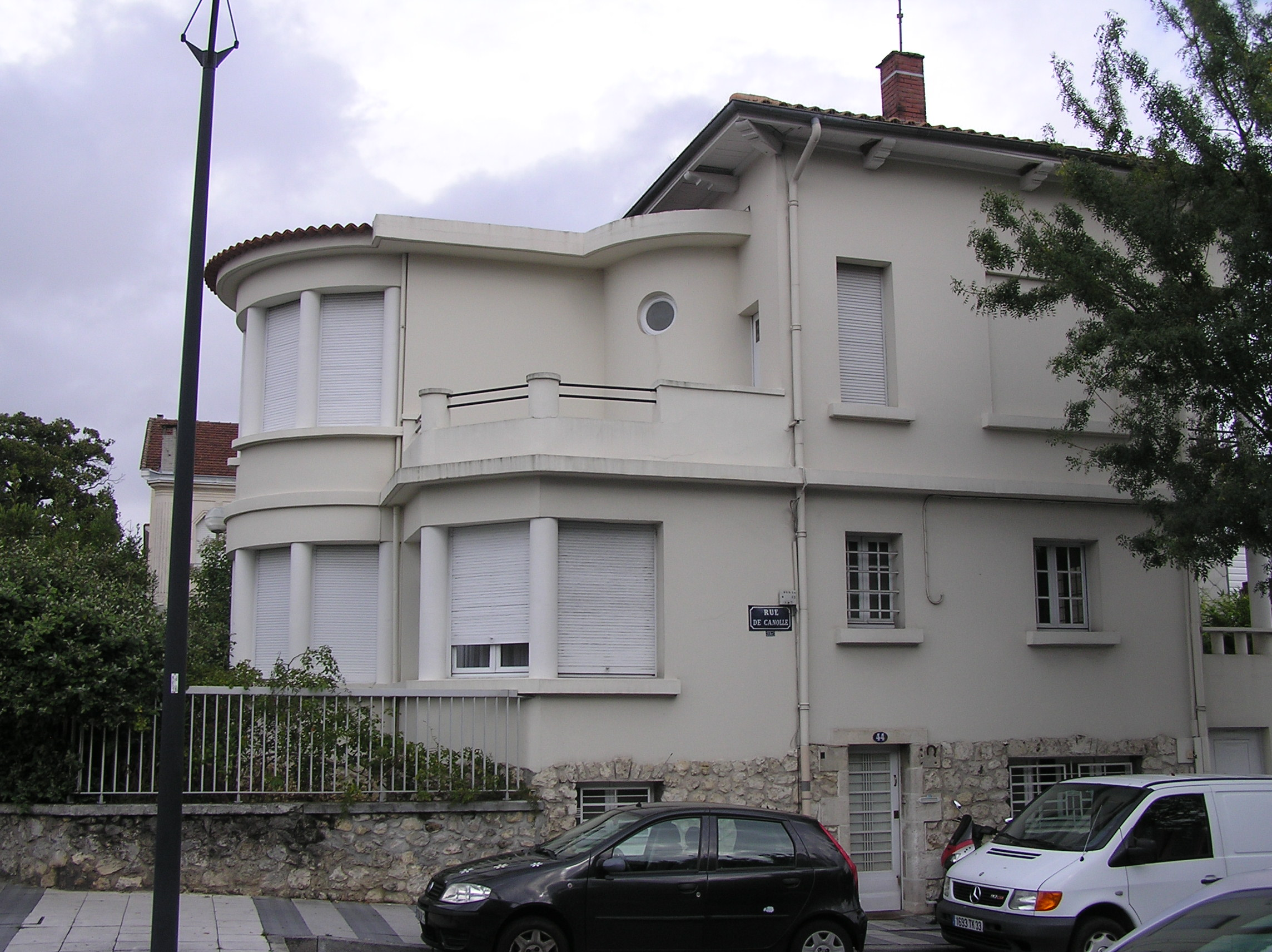
Exemple de maison Art-déco dans le quartier Lescure.

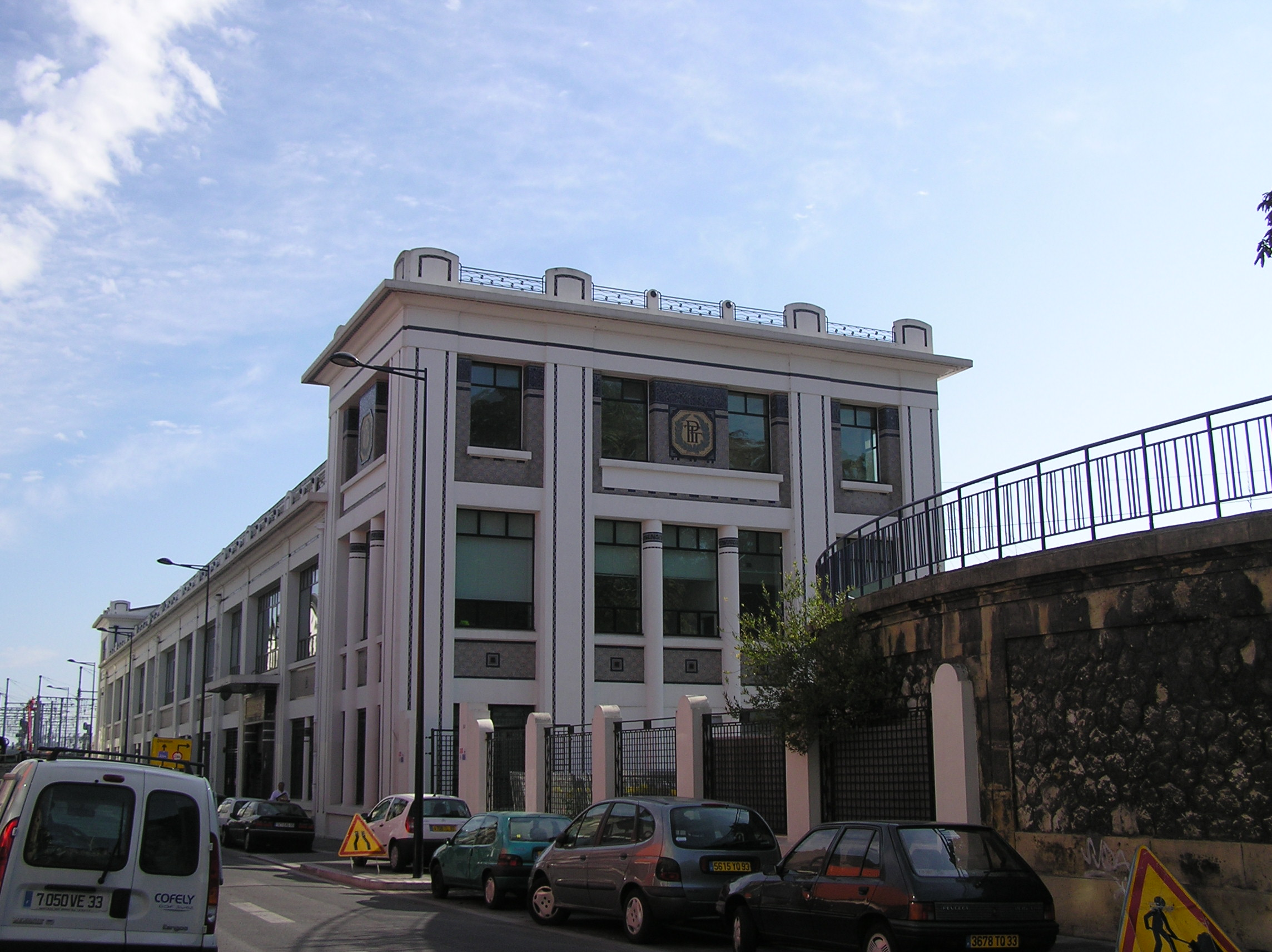
Ancien centre de tri Saint-Jean.

Adrien Marquet, maire de Bordeaux de 1925 à 1944, et Jacques D'Welles, architecte en chef de la ville sont à l'origine d'un vaste plan de rénovation urbaine, le plan Marquet, qui crédite Bordeaux de nombreux équipements publics dotés d'une architecture Art déco comme la nouvelle Bourse du travail, l'ancien centre de tri postal du quartier Saint-Jean, la piscine Judaïque et le stade Lescure (rebaptisé Stade Chaban-Delmas depuis 2001). Par ailleurs, on trouve quelques maisons Art-Déco des années 1930 notamment dans le quartier Lescure.
- L'ancien centre de tri postal Saint-Jean

L'ancien centre de tri postal Saint-Jean de Bordeaux est situé rue Charles-Domercq, dans le quartier Saint-Jean à proximité de la gare Saint-Jean. Il a été conçu en 1929 par l'architecte Léon Jaussely dans un style Art-déco. Il est composé d'un bâtiment central et de deux pavillons aux extrémités. Ses façades sont décorées de mosaïques Gentil & Bourdet.
- La Piscine Judaïque

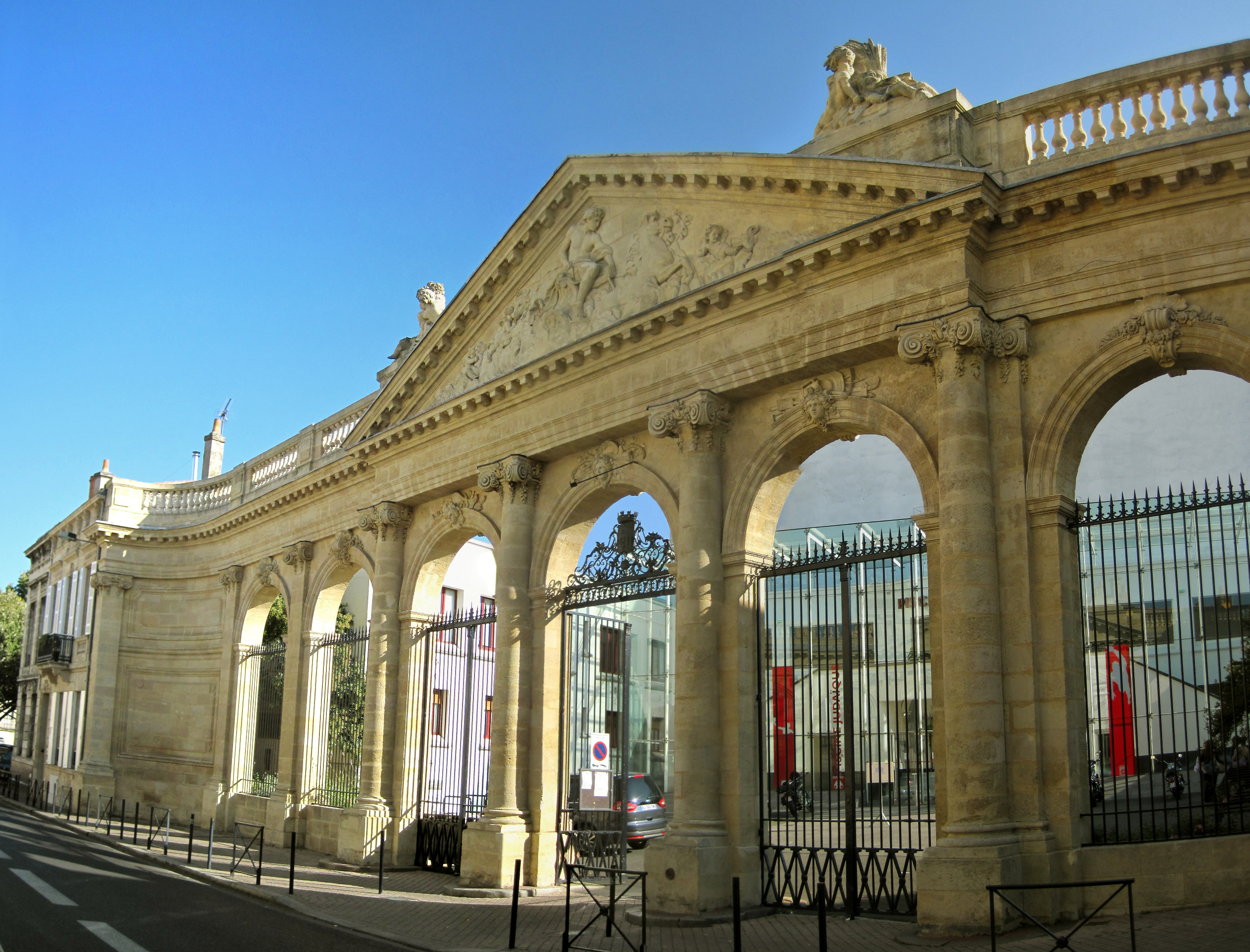
Le portique de l'entrée de la piscine judaïque.

La piscine Judaïque est située rue Judaïque à Bordeaux et a été réalisée entre 1931 et 1935 par l'architecte Louis Madeline.
La piscine est inscrite au titre des monuments historiques depuis le 26 juillet 1996. Le portique de l'ancienne école d'équitation, qui sert d'entrée à l'ensemble du complexe sportif est quant à lui inscrit depuis le 19 octobre 1928.
- Le Stade Chaban-Delmas

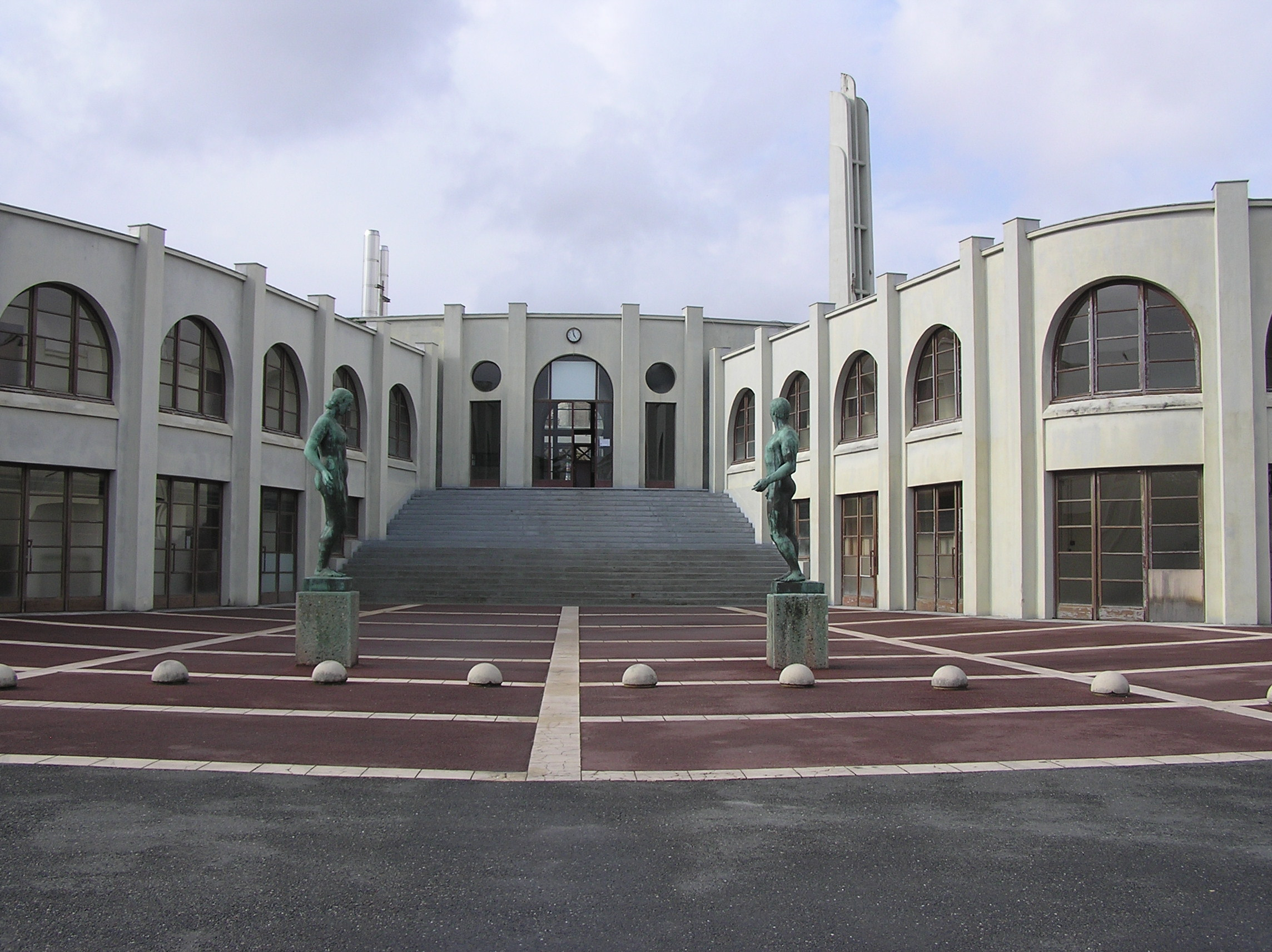
Entrée du stade Chaban-Delmas (anciennement Stade Lescure).

Il fut construit en 1935. C’est le stade où évoluent les footballeurs : les Girondins de Bordeaux, de 1938 à 2015, et les rugbymans de l'Union Bordeaux Bègles depuis 2011.
- La Bourse du travail

La construction d'un bâtiment réservé aux syndicats fut confiée par Adrien Marquet, maire, à l'architecte Jacques D'Welles. La Bourse du travail a été inaugurée le 1er mai 1938. L'immeuble allie l'architecture fonctionnelle et massive de l'époque à un certain raffinement.
La façade est décorée d'un bas-relief d'Alfred Janniot
L'accès au premier étage est représentatif du style Art déco bordelais. La ferronnerie, les rampes, les lustres sont remarquables. De part et d'autre de la salle de spectacle deux pièces sont ornées de fresques réalisées par des artistes bordelais : de Buzon, Roganeau, Caverne et Bégaud. La scène de la salle de spectacle est ornée d'une fresque de Jean Dupas représentant une allégorie de Bordeaux. Sur le côté droit, Jean Dupas a exécuté une grande fresque plus conventionnelle. Malheureusement, cette salle, fleuron de l'édifice, est aujourd'hui occupée par de hideux baraquements qui empêchent d'en apprécier l'élégance.

#### Base sous-marine

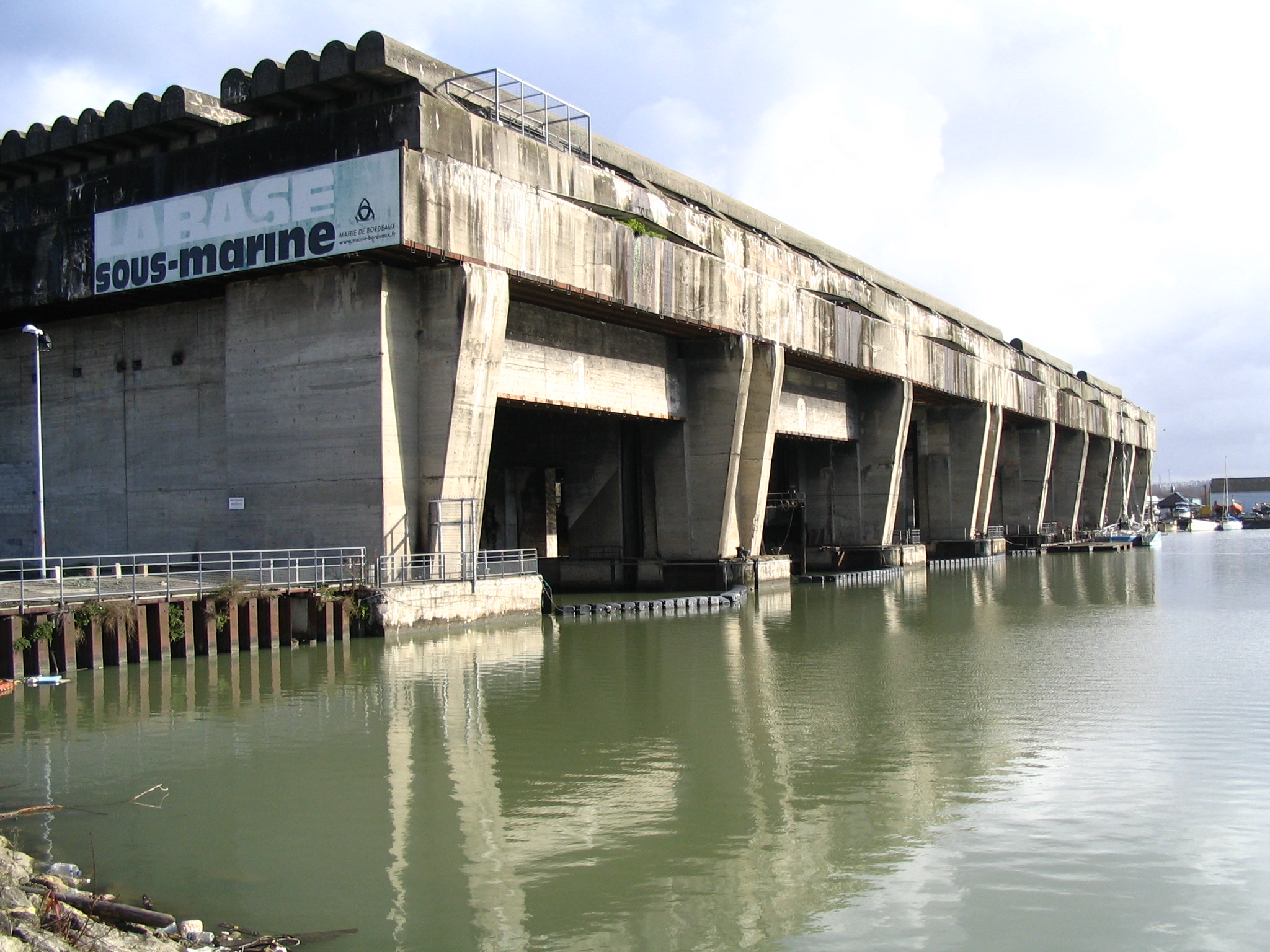
Base sous-marine.

Construite en 1942 par les ouvriers du Génie de l’Armée italienne. Cet imposant vestige de la Seconde Guerre mondiale (qui a reçu de nombreux sous-marins allemands, italiens et japonais pendant le conflit), indestructible, abrite aujourd’hui un espace culturel très visité.

#### Caserne de la Benauge

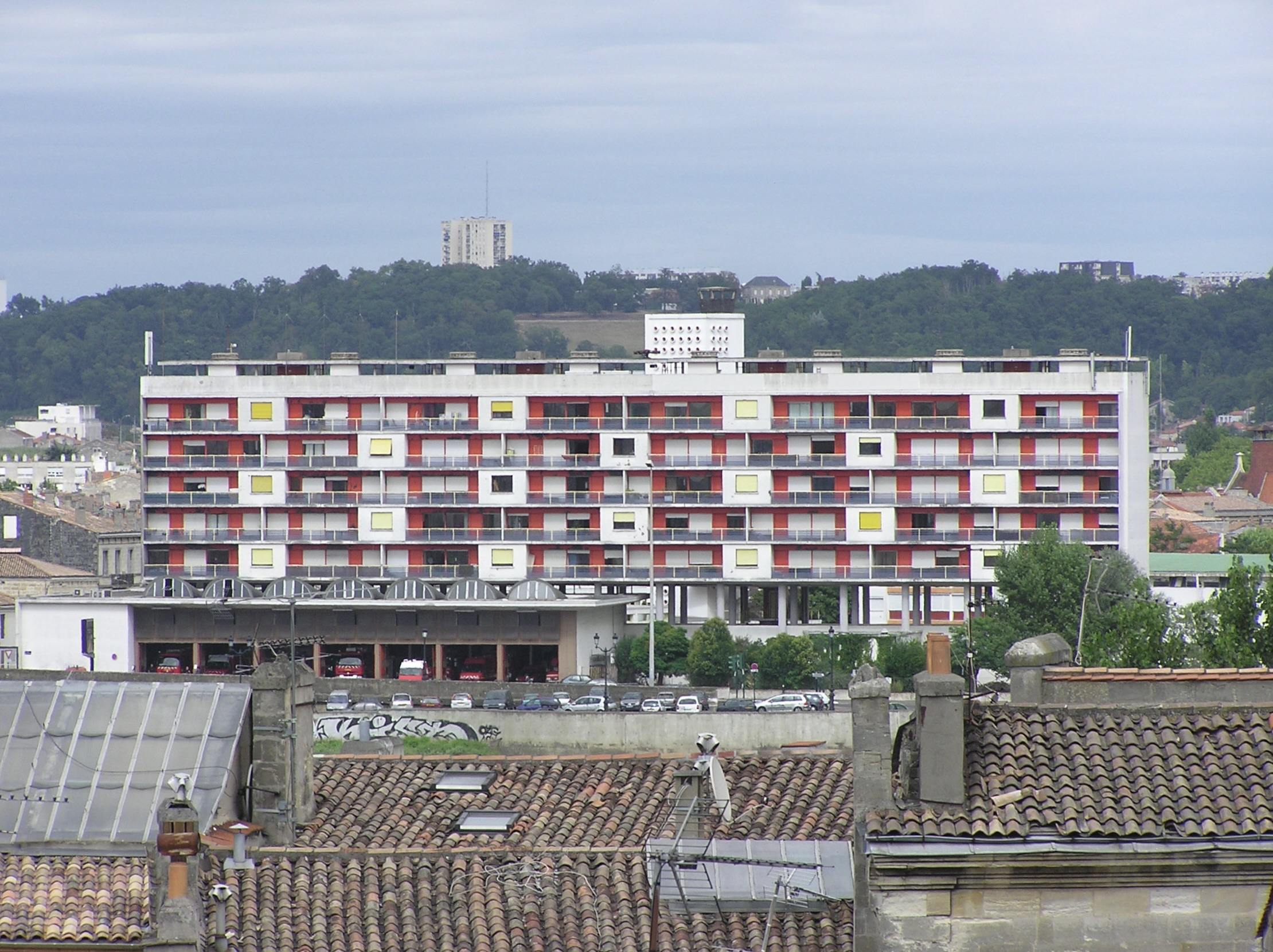
La caserne vue depuis la flèche Saint-Michel.

La caserne des pompiers de la Benauge a été construite par les architectes Claude Ferret, Yves Salier et Adrien Courtois entre 1950 et 1954. La façade, réalisée en aluminium, est de Jean Prouvé. L'organisation générale de la caserne de la Benauge fait référence à l’école du Bauhaus de Walter Gropius et à la théorie de Le Corbusier, cherchant constamment la lisibilité des volumes, le fonctionnalisme à travers des espaces simples.

#### Mériadeck

Patinoire de Mériadeck

Bibliothèque municipale de Bordeaux

Le quartier de Mériadeck est un quartier voulu par Jacques Chaban-Delmas. Situé à proximité du centre-ville, il est représentatif d'une certaine esthétique moderniste caractéristique des années 1960 à 1990. Il concentre immeubles de bureau et d'habitation, administrations (siège de Bordeaux Métropole), centres culturels et sportifs (Bibliothèque Mériadeck, Patinoire de Mériadeck) ainsi qu'un centre commercial (Mériadeck Centre Commercial). Il est relié depuis 2003 au centre-ville par un tramway.

#### Pont d’Aquitaine

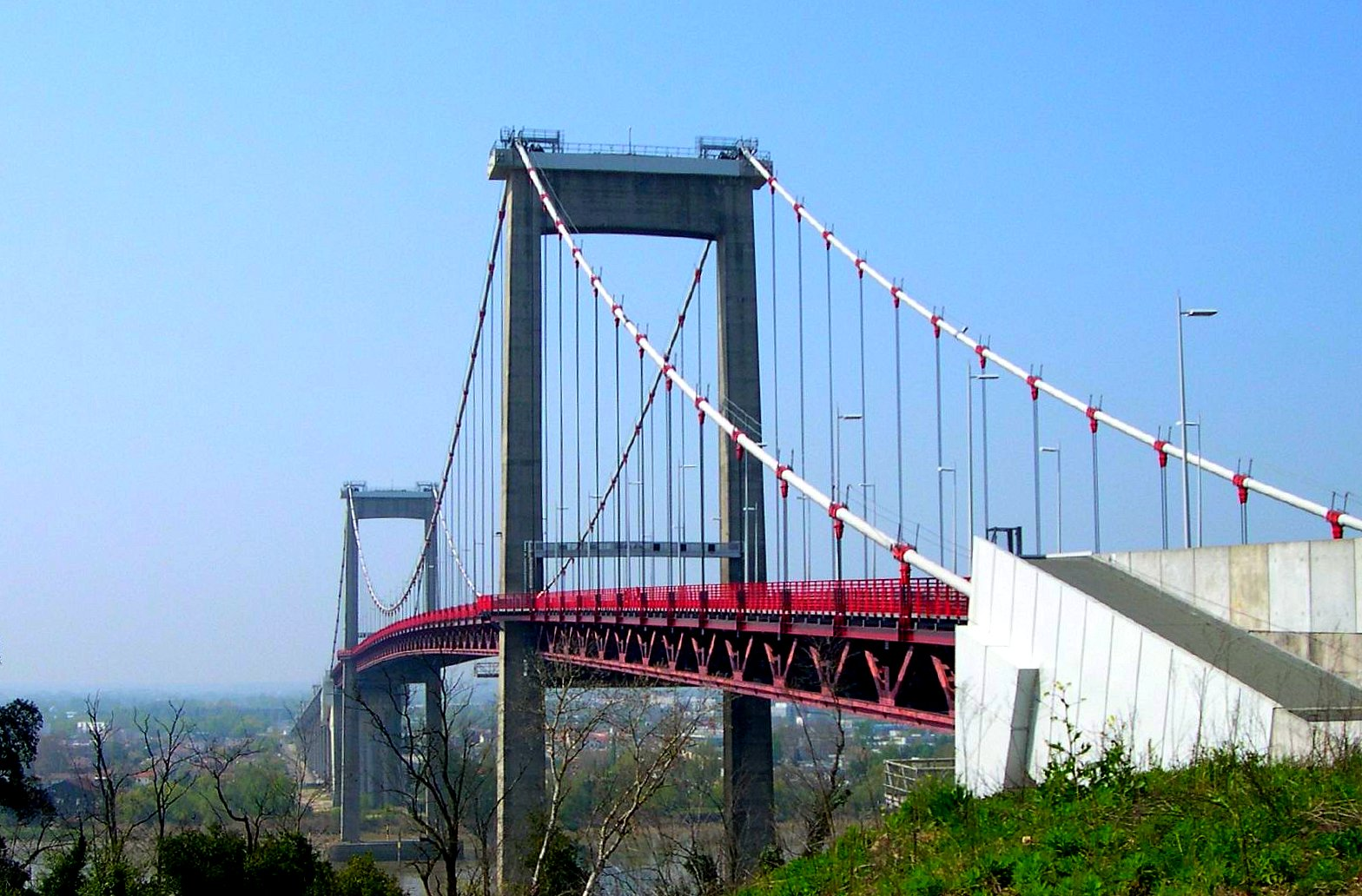
Pont d'Aquitaine.

Le pont d'Aquitaine est un pont suspendu situé sur la rocade de Bordeaux. Les travaux de construction ont débuté en 1961 pour une inauguration en 1967. L'ouvrage a une portée de 394 m pour une longueur de 1 767 m, ce qui en fait le deuxième plus grand pont suspendu de France, après le pont de Tancarville.

#### Pont Saint-Jean
En 1962, un concours a été lancé pour la construction d'un nouveau pont et c'est l'entreprise Campenon Bernard, aujourd'hui membre du groupe Vinci qui a été sélectionnée. La société s'associe dans le cadre de ce projet à Jean-Louis Fayeton (1908-1968), Architecte des bâtiments civils et palais nationaux.

#### Pont Jacques-Chaban-Delmas

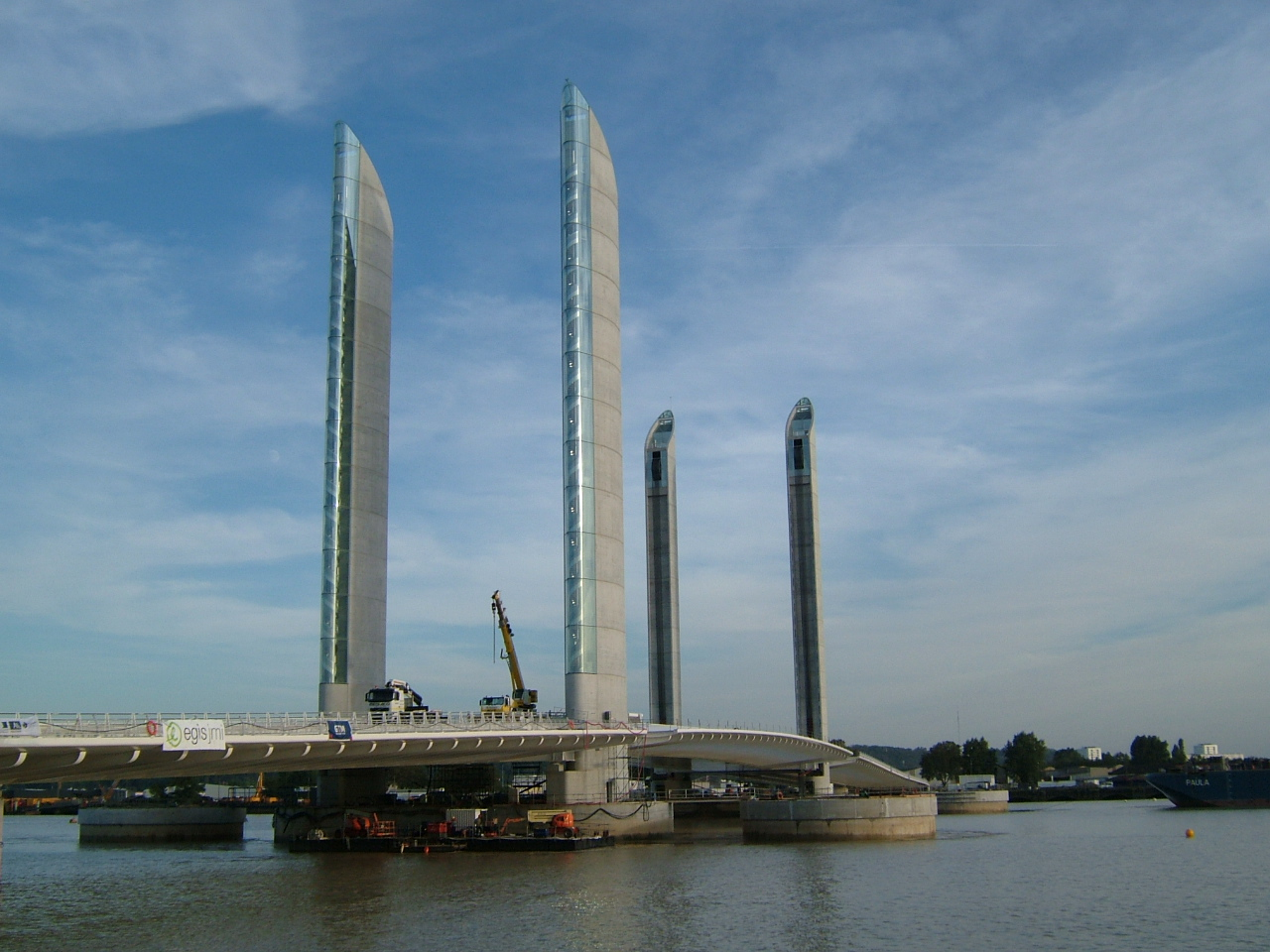
Pont Jacques Chaban-Delmas.

Le pont Jacques-Chaban-Delmas, ou pont Bacalan-Bastide, à Bordeaux, est un pont franchissant la Garonne entre le pont de pierre et le pont d’Aquitaine, il se situe dans le prolongement de la rue Lucien Faure. Le conseil municipal de la ville de Bordeaux a résolu le 22 octobre 2012 de le baptiser du nom de « Jacques Chaban-Delmas », l'ancien maire de Bordeaux.
Les travaux ont duré d'octobre 2009 à fin décembre 2012. La mise en service de l'ouvrage a lieu le 16 mars 2013.

#### Nouveau stade de Bordeaux
Le nouveau stade de Bordeaux, imaginé par les architectes suisses Jacques Herzog et Pierre de Meuron se singularise par la présence de plus de 1 000 poteaux blancs représentant à la fois la forêt de pins des Landes et les temples grecs. C’est le stade où évoluent les Girondins de Bordeaux.
L'ouverture a lieu le 23 mai 2015.

#### Cité du Vin

Cité du Vin.

La Cité du Vin, conçue par les architectes de l’agence XTU et par l'agence anglaise de scénographie Casson Mann Limited, est un édifice emblématique à forte visibilité. La tour culmine à 55 mètres. Lieu d'exposition sur le thème du vin, son inauguration a lieu le 2 juin 2016.

#### La Méca
La maison de l'économie créative et de la culture ou Méca , est un bâtiment situé quai de Paludate, inauguré le 28 juin 2019, consacré à la culture.

## Art contemporain dans le cadre du projet "L'art dans la ville"
Dans le cadre du projet "L'art dans la ville", plusieurs œuvres d'art contemporain sont disposées le long du parcours du tramway, dont Le lion de Xavier Veilhan.
Le vaisseau spatial de Suzanne Treister fait partie de la "commande Garonne".

## Quartiers historiques
Bordeaux est divisée en huit quartiers administratifs. Ceux-ci regroupent plusieurs quartiers historiques différents.
- Bacalan
- Bastide
- Belcier
- Bordeaux-Lac
- Capucins
- Caudéran
- Chartrons
- Fondaudège
- Grand-Parc
- Hôtel de Ville
- Le Tondu
- Mériadeck
- Nansouty
- Quinconces
- Victoire
- Sainte-Croix
- Saint-Augustin
- Saint-Éloi
- Saint-Genès
- Saint-Jean
- Saint-Michel
- Saint-Pierre
- Saint-Seurin

Le quartier de Bordeaux-Lac
Autour d'un plan d’eau artificiel de 160 hectares, le quartier réunit un parc des expositions, un palais des congrès, un centre hôtelier, une base de plein air et de loisirs, un centre de voile, un parc floral et un vélodrome. De nombreuses manifestations s’y déroulent : la Foire internationale, Conforexpo, Vinexpo, le Jumping international, les Six jours de Bordeaux, l'Open de golf de Bordeaux. Le nouveau stade de Bordeaux est inauguré en 2015. Il est relié depuis 2008 au centre-ville par un tramway.

## Espaces verts

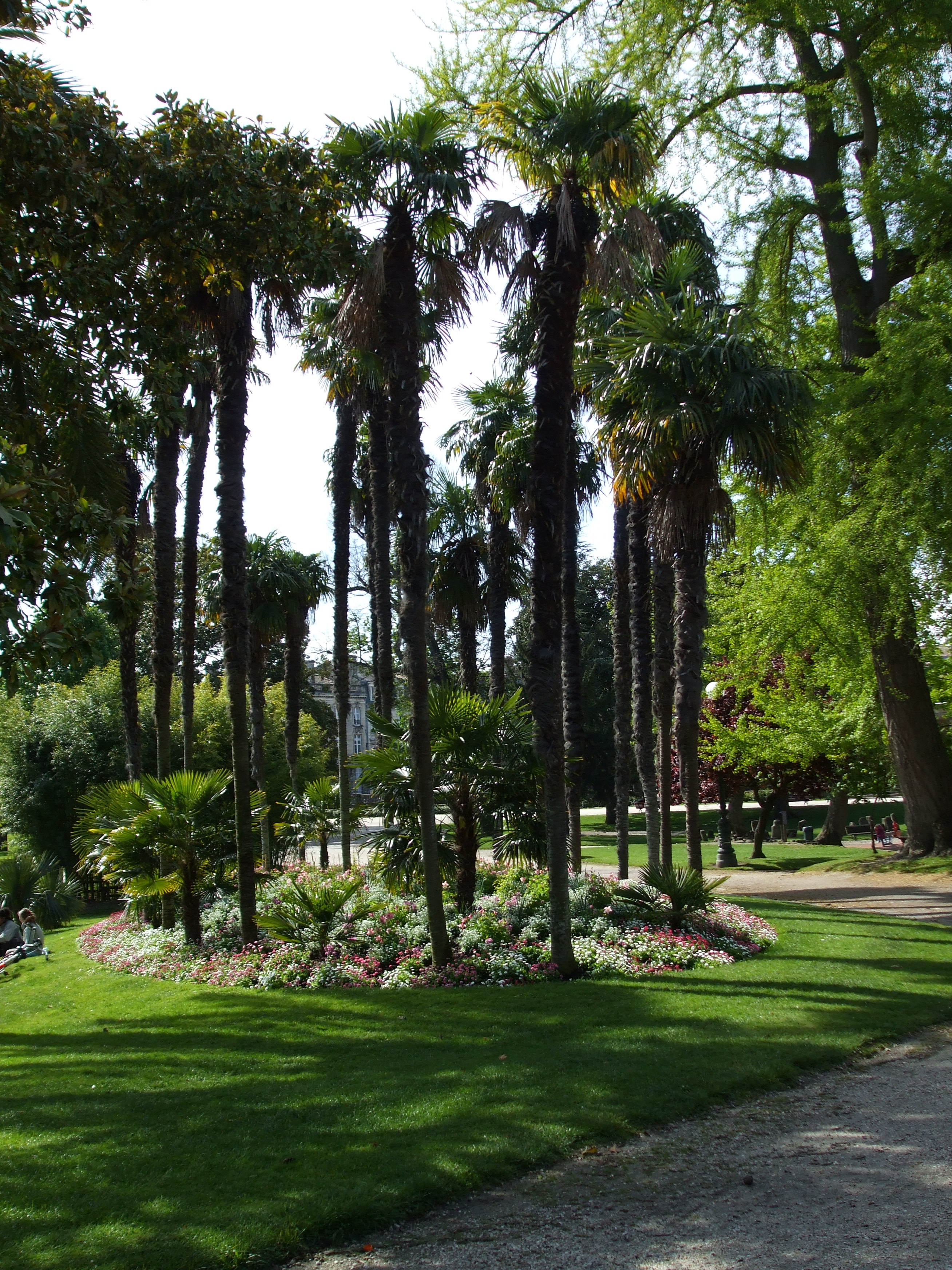
Jardin public.

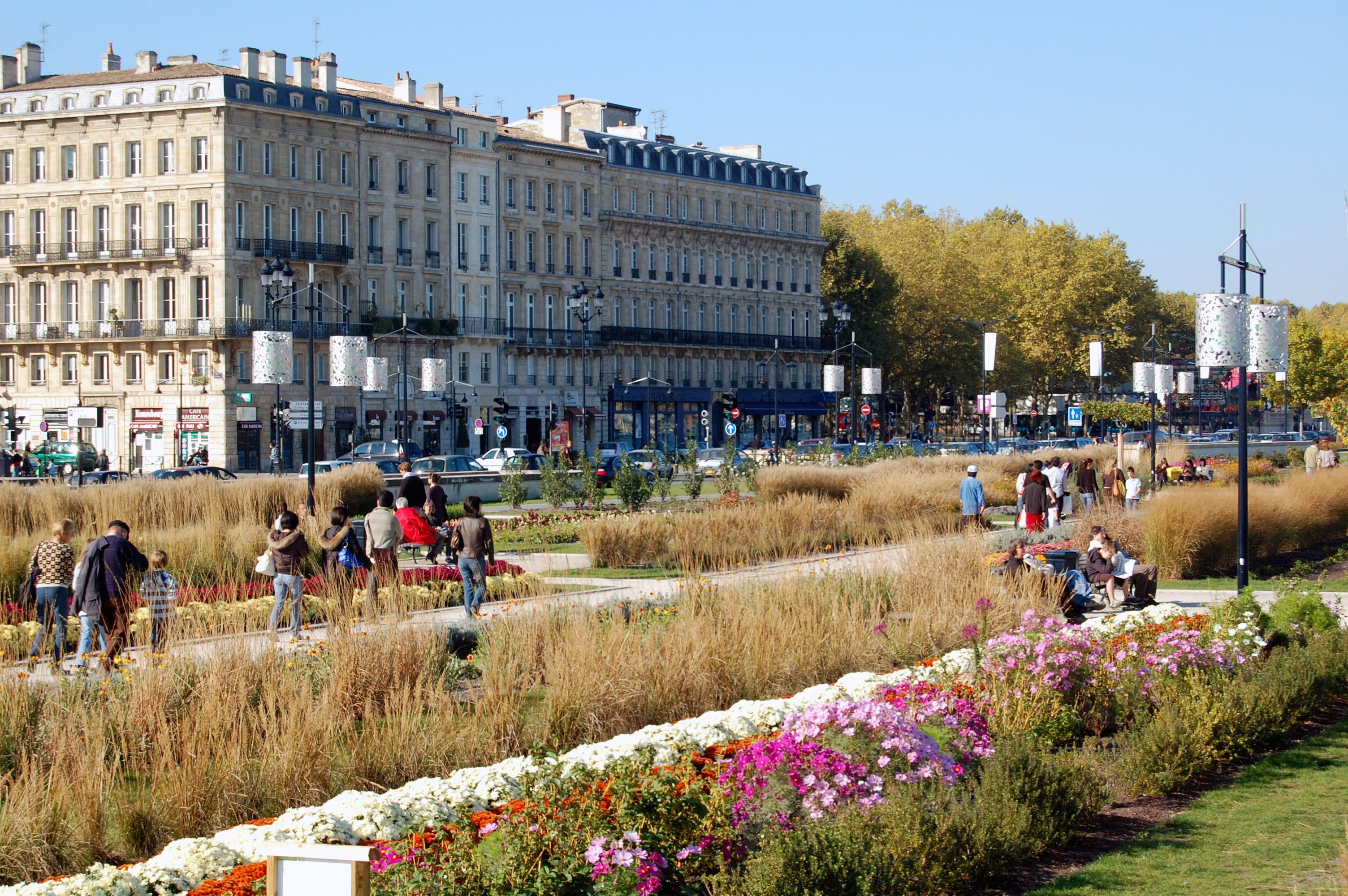
Jardin des Lumières sur les quais rive gauche.

Avec 15 m2 d'espaces verts par habitant intra-muros, la ville de Bordeaux dispose d'un patrimoine naturel riche de qualité. La municipalité ne compte pas s'en tenir là avec la mise en place depuis 2001 d'un plan vert ambitieux qui a vu la réalisation du Parc des Sports, du Jardin des Lumières (rive gauche), du parc floral ainsi qu'un grand espace vert en bordure de Garonne (rive droite), le Parc aux Angéliques.
- Réserve écologique des Barails (156 ha, inauguré en  2018)
  - Bois de Bordeaux: 86 ha
  - Parc floral: 33 ha
- Parc bordelais : 28 ha, inauguré en 1888
- Jardin public: 11 ha, créé en 1746
- Jardin botanique : 4,7 ha, ouvert en 2001
- Promenade Corajoud
  - Jardin des Lumières (sur les quais)
  - Parc des Sports Saint-Michel: 5,5 ha (sur les quais)
  - Parc aux Angéliques, à La Bastide : 40 ha, ouvert en 2017
- Berges de Garonne, à Bacalan : 8 ha
- Parc Denis et Eugène Bühler : 5 ha (Quartier Ginko)
- Parc Rivière : 4 hectares
- Parc André Meunier : 2 hectares
- Parc Pinçon : 2 hectares
- Jardin de la Mairie: 1 hectare
- Jardin central de la Place Gambetta
- Jardin de la Béchade : 1,1 ha, 2011
- Jardins des Dames de la Foi : 1 ha
- Jardin des remparts : 1 ha
- Parc paysager du Grand Parc
- Esplanade Charles-de-Gaulle à Mériadeck
- Jardin sauvage de la Cité du vin
- Jardin de la Grenouillère
- Jardin de ta sœur
- Jardin des Barrières
- Jardin de la Visitation
- Jardin de la Croix du Sud
- Parc Carreire (Jardin de Carreire)
- Parc Monséjour
- Parc Brandenburg
- Parc Bertrand de Goth
- Parc Simiot
- Parc Chante-grillon
- Square Vinet
- Square Jean Bureau
- Square Mermoz
- Square Hortense Schneider

Bordeaux se situe également aux portes de la forêt des Landes de Gascogne.

## Pour approfondir